# Ludwig IX. (Frankreich)

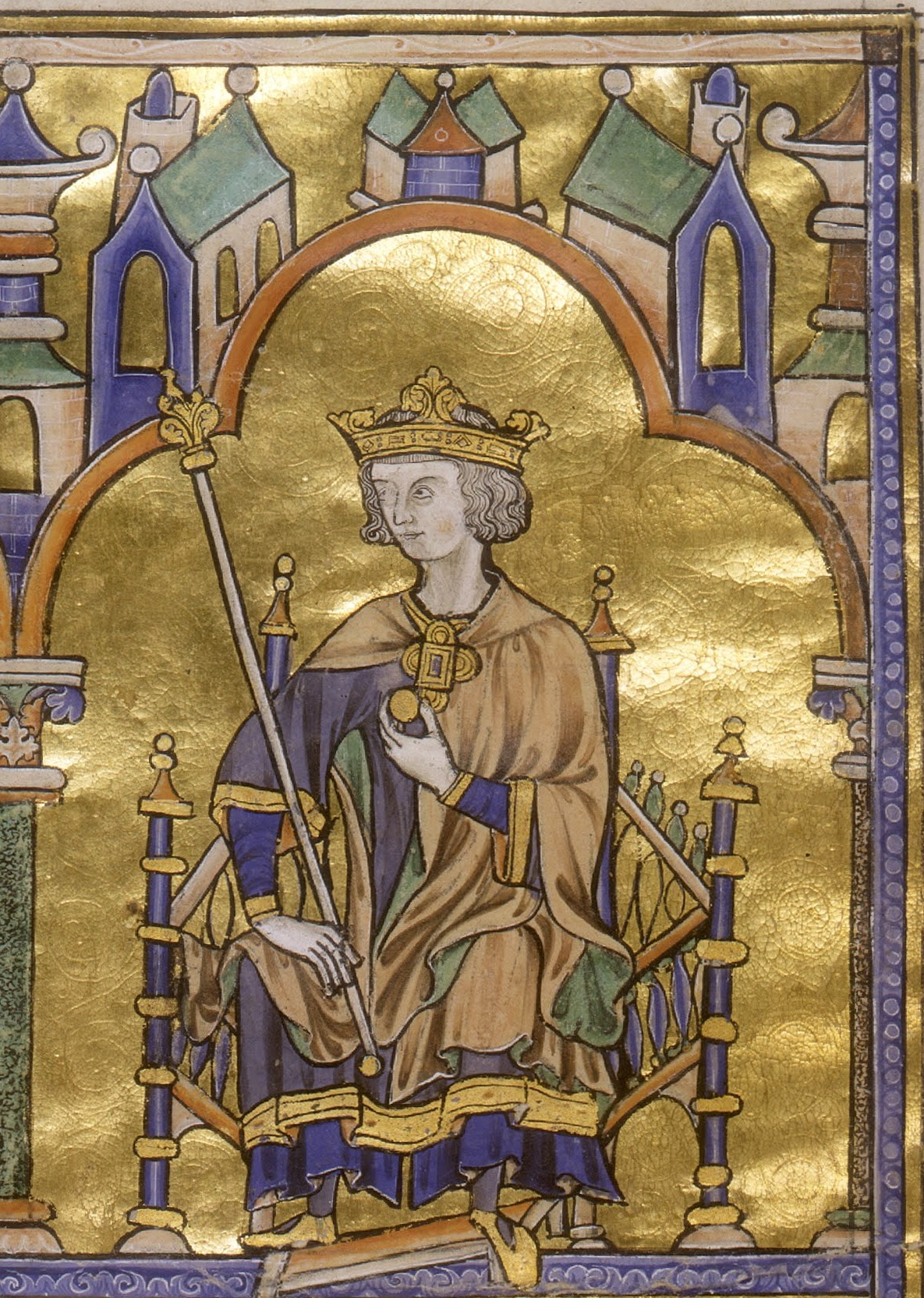
Der heilige Ludwig in einer um 1235 gefertigten Miniatur.
(New York, Pierpont Morgan Library)

Ludwig IX. von Frankreich (* 25. April 1214 in Poissy, vermutlich auf der Burg Poissy; † 25. August 1270 in Karthago) war von 1226 bis 1270 König von Frankreich aus der Dynastie der Kapetinger. Er wird in der katholischen Kirche als Heiliger verehrt und daher auch Ludwig der Heilige, französisch Saint-Louis, genannt.
Ludwig IX. zählt zu den bedeutenden europäischen Monarchen des Mittelalters. Seine Herrschaft blieb in Frankreich als ein goldenes Zeitalter (le siècle d’or de Saint-Louis) in Erinnerung, in dem das Land einen ökonomischen wie auch politischen Höhepunkt erreichte. Er war Anführer zweier Kreuzzüge und wurde seit dem Tod des römisch-deutschen Kaisers Friedrich II. unter den europäischen Herrschern als primus inter pares angesehen, dessen moralische Integrität ihn zu einem Schiedsrichter ihrer Streitigkeiten erhob.
Ludwigs Handeln als Mensch und König war stark von christlicher Frömmigkeit (amour de Dieu) geprägt. In mittelalterlichen Königslisten wurde er auch mit dem Beinamen Prud’homme genannt, in Anspielung auf seine Lebensführung, die der sogenannten prud’homie entsprach, wobei es sich um eine Mischung aus Mäßigung, Vernunft, Tapferkeit und ritterlicher Höflichkeit handelte. Von Zeitgenossen gelegentlich auch als „Mönchskönig“ getadelt, gelangte er bereits zu Lebzeiten in den Ruf der Heiligkeit, die mit seiner Heiligsprechung 1297 auch von der katholischen Kirche anerkannt wurde. Seither gilt Ludwig als Idealtypus eines christlichen Herrschers. Sein Todestag, der 25. August, ist zugleich auch sein Gedenktag.

## Leben

### Familie und Kindheit

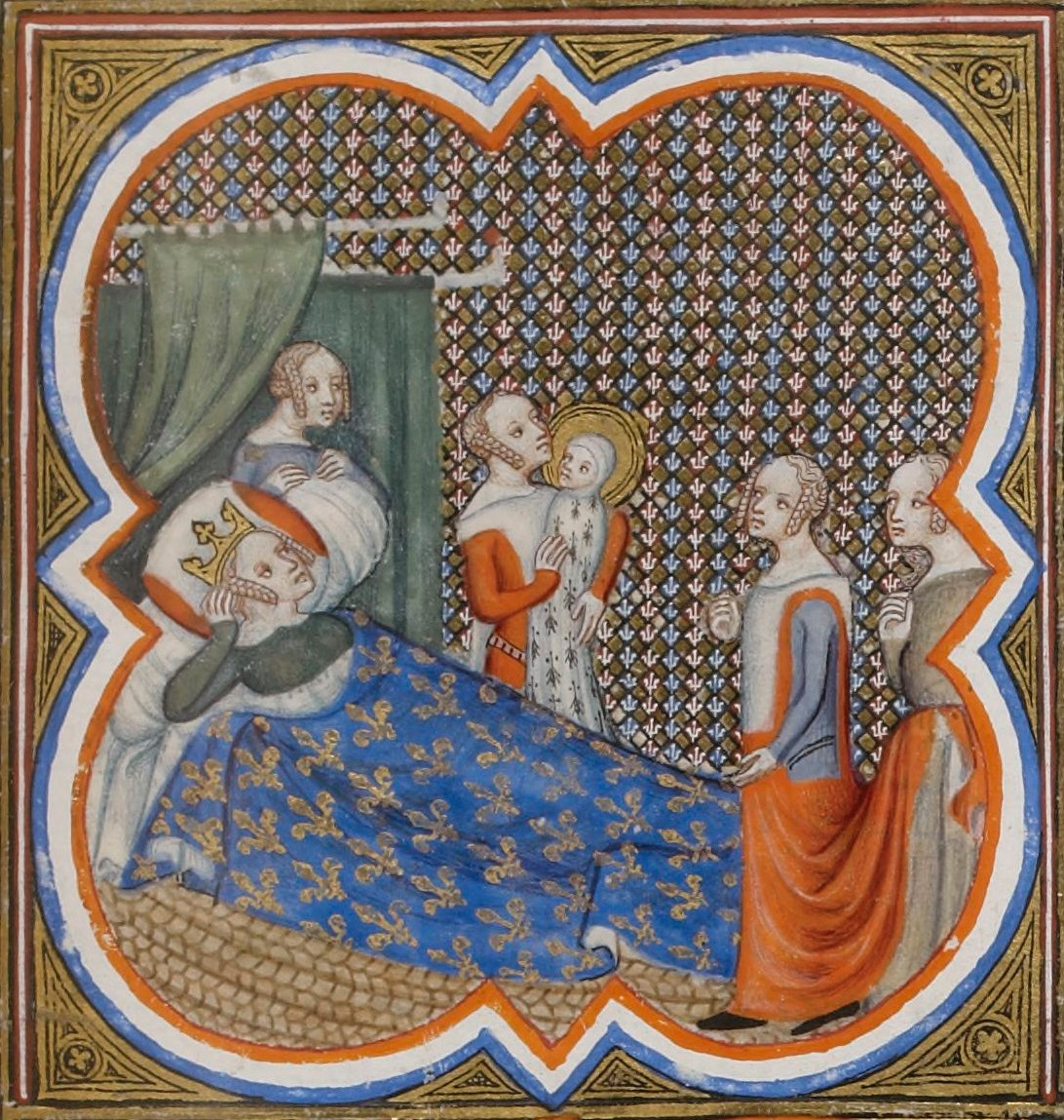
Die Geburt des heiligen Ludwig. Illustration aus den Grandes Chroniques de France, 14. Jahrhundert.

Ludwig war ein Sohn des Königs Ludwig VIII. des Löwen († 1226) und dessen Gemahlin Blanka von Kastilien († 1252). Sein älterer Bruder Philipp starb 1219 überraschend, wodurch Ludwig zum designierten Erben des Thrones aufrückte. Seine jüngeren Geschwister waren Robert von Artois (1216–1250), Johann Tristan (1219–1232), Alfons von Poitiers (1220–1271), Philipp Dagobert (1222–1232), Isabella von Longchamp (1224–1270) und Karl von Anjou (1227–1285).
Ludwig wurde im Jahr der Schlacht bei Bouvines geboren, in welcher sein Großvater Philipp II. August über ein englisch-welfisches Heer siegte und den Aufstieg des französischen Königtums zur vorherrschenden Macht Westeuropas begründete. Ludwigs Vater war als Prinz selber im Kampf gegen die Plantagenets engagiert und besetzte zeitweise den größten Teil Englands. In Asien begann zur selben Zeit Dschingis Khan den Eroberungszug der Mongolen, der bald auch auf China und Europa übergriff. Von 1217 bis 1221 führten französische Ritter unter der Führung des päpstlichen Legaten Pelagius einen Kreuzzug gegen Ägypten, der allerdings nach der Einnahme der Hafenstadt Damiette scheiterte. Unter dem Eindruck eines allgemein steigenden ökonomischen Wohlstandes im Abendland flaute allerdings die Kreuzzugsbegeisterung der Ritterschaft immer weiter ab. Der Wohlstand hatte auch die römische Kirche ergriffen, die sich immer tiefer in weltliche Machtkämpfe verstrickte. Diese Entwicklung rief die von Dominikus und Franz von Assisi angestoßene Armutsbewegung hervor, welche die Christenheit zu einer geistigen Erneuerung aufrief. Ebenfalls in dieser Zeit fand in Südfrankreich der so genannte Albigenserkreuzzug statt, der die Bekämpfung der als häretisch eingestuften Sekte der Katharer und deren Unterstützer zum Ziel hatte. Nach anfänglichen Erfolgen gerieten dort die Kreuzfahrer nach dem Tod ihres Anführers Simon IV. de Montfort in die Defensive. 1226 führte Ludwigs Vater selber einen Kreuzzug in den Süden an, der den Anfang zur Unterwerfung dieser Region unter die französische Krone markierte. Auf diesem Kreuzzug starb der Vater nach einer Ruhrerkrankung am 8. November 1226 in Montpensier.

### Herrschaft

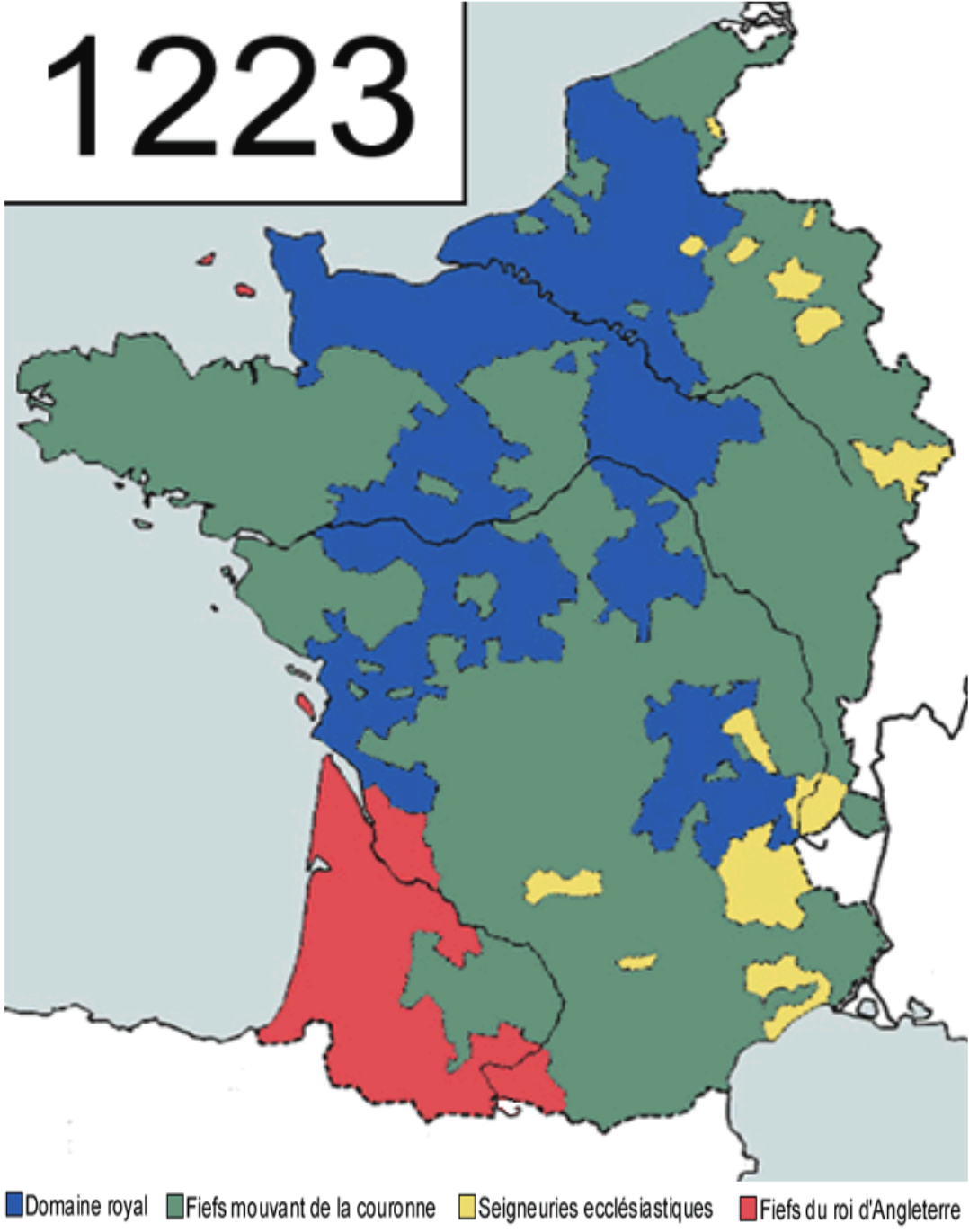
Politische Karte und die Herrschaftsbereiche Frankreichs aus dem Jahr 1223, vor der Inthronisation von Ludwig IX.
Herrschaftsgebiete des Königs von Frankreich (Ludwig VIII)
Vasallen des Königs von Frankreich
Kirchliche Vasallen des Königs von Frankreich
Herrschaftsgebiet des Königs von England (Heinrich III.)

#### Die Regentschaft der Mutter

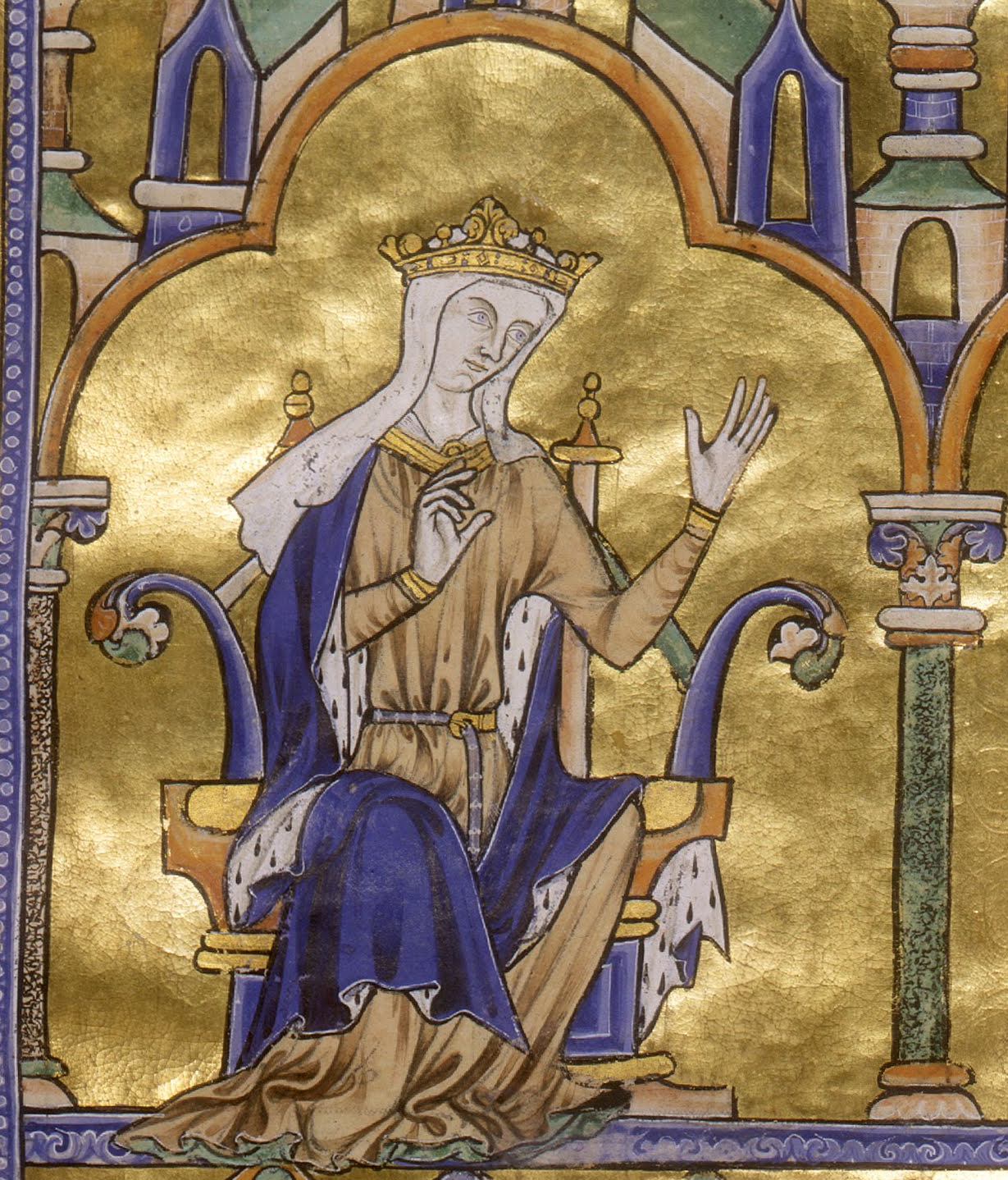
Blanche von Kastilien in einer um 1235 gefertigten Miniatur. (New York, Pierpont Morgan Library)

Ludwig wurde am 29. November 1226 in Reims durch den Bischof von Soissons, Jacques de Bazoches, zum König gesalbt und gekrönt. Auf eine traditionelle Weihe durch den Erzbischof von Reims musste verzichtet werden, da seit dem Tod des Erzbischofs Guillaume de Joinville vier Monate zuvor dieses Kirchenamt noch vakant war. Der neue König war erst zwölf Jahre alt, was das Königtum in eine kritische Situation führte, denn der Lehnsadel Frankreichs hatte unter der Herrschaft von Ludwigs Großvater und Vater erheblich an Macht verloren, weshalb sich bereits unter seinem Vater eine breite Opposition der Vasallen gegen die Krone gebildet hatte. In der Frage der Vormund- und Regentschaft für den jungen König versuchte nun diese Opposition, ihre Interessen und Positionen gegenüber der Krone zu stärken, indem sie die Rechtmäßigkeit der Regierungsübernahme durch Ludwigs Mutter, als Frau und zudem Landesfremde, bestritten.
Die maßgeblichen Köpfe der Opposition waren Peter Mauclerc, Hugo X. von Lusignan und Graf Theobald IV. von Champagne, die der Krönung Ludwigs demonstrativ fernblieben und damit ihre Revolte offen begannen. Königin Blanche aber ging die Niederwerfung der Barone entschlossen an und fand dabei besonders im Klerus und im päpstlichen Legaten Romano Frangipani Rückhalt. Zunächst schuf sie sich Verbündete, indem sie den seit Bouvines gefangengehaltenen Grafen Ferrand von Flandern freiließ und ihn wieder in sein Lehen einsetzte. Einen weiteren potentiellen Unruhefaktor schaltete sie in der Person des Philipp Hurepel aus, eines Halbbruders König Ludwig VIII. und des Kandidaten der Barone auf die Regentschaft, der jedoch keinen besonders ausgeprägten Ehrgeiz besaß. Blanche stellte ihn ruhig, indem sie ihm die Nachfolge seines in königlicher Haft verstorbenen Schwiegervaters in der Grafschaft Boulogne erleichterte. Einen bedeutenden Erfolg gegen die Barone konnte Blanche bei einer Unterhandlung mit ihnen bei Curçay (Januar 1227) erreichen, indem es ihr durch eine geschickte Verhandlungsführung gelang, den Grafen Theobald von Champagne zu einem Seitenwechsel zu bewegen. Die Partei der Barone wurde dadurch so empfindlich geschwächt, dass sie sich im März 1227 in Vendôme genötigt sah, sich der Regentin zu unterwerfen.
Der Kampf sollte allerdings weitergehen, nachdem Peter Mauclerc im Herbst 1227 den Versuch unternommen hatte, sich in Montlhéry der Person des Königs zu bemächtigen. Nur ein rechtzeitiger Entsatz der Regentin konnte ihn davon abhalten. Die militärischen Aktionen der Barone verlagerten sich in die Champagne, deren Graf sich als stärkste Stütze der königlichen Sache erwies. Zudem gelang es ihnen, Philipp Hurepel in ihr Lager zu ziehen. Dennoch neigte sich der Kampf zunehmend zugunsten der Krone, besonders nachdem Peter Mauclerc im Oktober 1229 dem englischen König Heinrich III. gehuldigt und ihn dazu eingeladen hatte, in Frankreich zu landen. Damit hatte sich Mauclerc der Felonie schuldig gemacht, worauf mehrere seiner Anhänger, besonders Hugo von Lusignan, auf die Seite Ludwigs und seiner Mutter übergingen. Im Frühjahr 1228 führte Ludwig persönlich ein Heer gegen die Burg Bellême und zog anschließend in die Champagne, wo er erfolgreich den Grafen Theobald gegen dessen Feinde unterstützte. Ludwig nahm hier trotz seiner Unmündigkeit erstmals Aufgaben eines militärischen Führers wahr, denn die Schwertleite hatte er schon wenige Tage vor seiner Krönung in Soissons erhalten. 1230 zog Ludwig in die Bretagne, wo er mehrere Burgen einnahm. Als sich ihm Clisson ergab, kapitulierte auch Mauclerc, womit der Aufstand der Barone sein Ende fand. Heinrich III. zog sich kampflos in sein Königreich zurück.
Die Regentin konnte sich behaupten und damit Ludwig das väterliche Erbe bewahren. Daneben gelang ihr mit der Aushandlung des Vertrages von Meaux-Paris 1229 auch ein bedeutender diplomatischer Erfolg, der den Albigenserkreuzzug formell beendete und die Unterwerfung des Languedoc unter die Hoheit der Krone besiegelte. Dynastisch abgesichert wurde dieser Vertrag durch die Verlobung des Prinzen Alfons mit der Erbin der Grafschaft Toulouse. Durch geschickte Verhandlungen mit Papst Gregor IX. erreichte die Regentin im Februar 1234 die Erteilung der notwendigen Dispens, um Ludwig mit einer Cousine vierten Grades, Margarete von der Provence vermählen zu können. Die Heirat mit der ältesten Tochter des Grafen Raimund Berengar V. von der Provence und der Beatrix von Savoyen fand am 27. Mai 1234 in der Kathedrale Saint-Étienne in Sens statt.

#### Erste Regierungsjahre
Ein Jahr nach seiner Hochzeit erreichte Ludwig mit seinem einundzwanzigsten Lebensjahr die Mündigkeit und übernahm offiziell die Regierung. Dennoch sollte seine Mutter ihm weiterhin bis zu ihrem Tod beratend zur Seite stehen. Zu den bedeutendsten Handlungen Ludwigs in dieser Zeit zählen die Belehnungen seiner jüngeren Brüder mit großen Apanagen, die noch von ihrem Vater testamentarisch verfügt worden waren. Robert erhielt 1237 das Artois, Alfons 1241 das Poitou und Saintonge, sowie Karl 1246 das Anjou und Maine. Formell bedeutete dies den Verlust bedeutender Territorien für die Krondomäne, doch wurde dafür gesorgt, dass wichtige königliche Vorrechte in diesen Lehen, besonders in der Justiz- und Verwaltungshoheit, bestehen blieben.

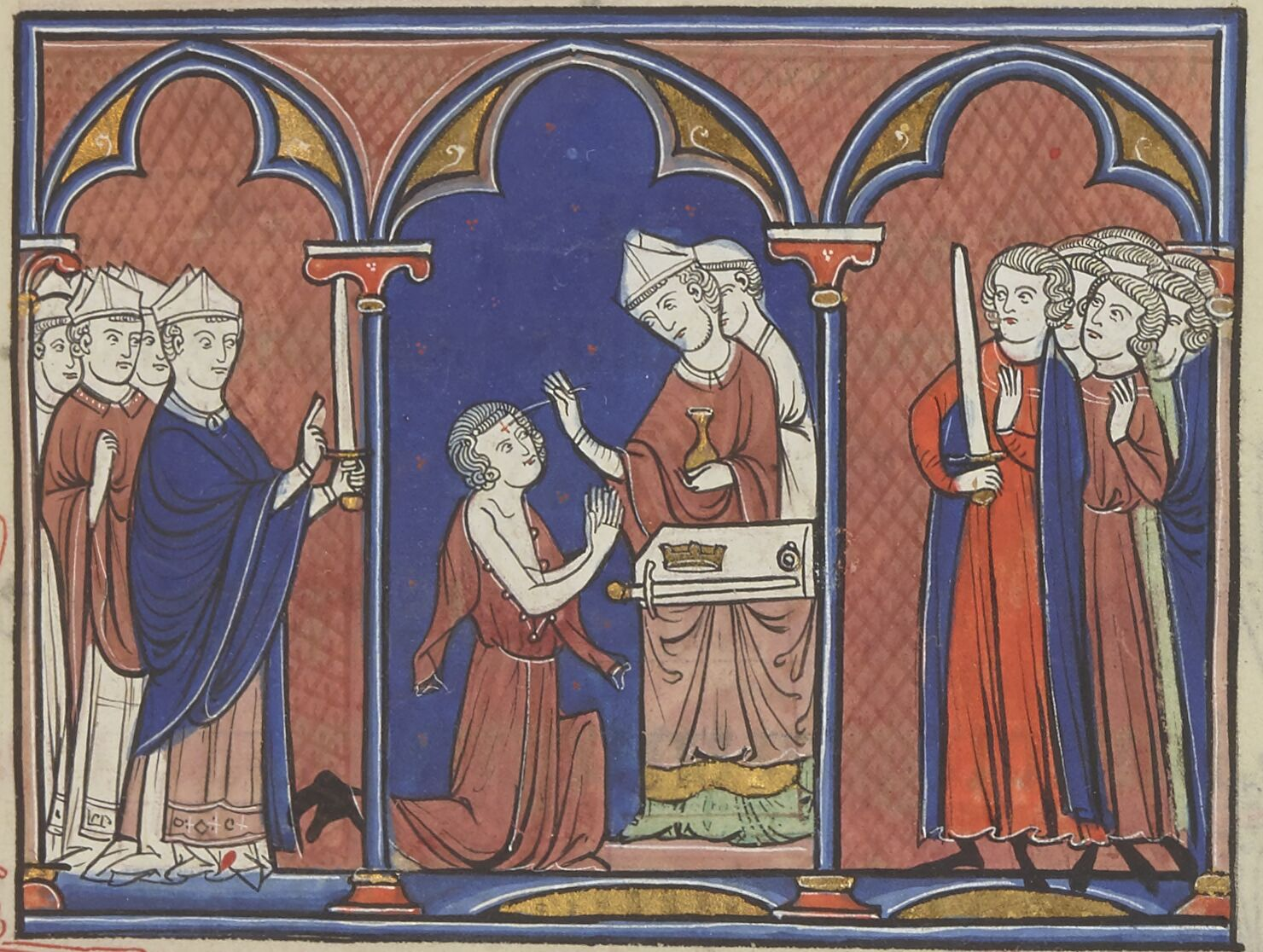
Salbung und Krönung des heiligen Ludwig. Miniatur aus dem Krönungsordo von 1250. Es ist die älteste erhaltene Darstellung von der Krönung eines französischen Monarchen. (Paris, Bibliothèque nationale de France, Ms. lat. 1246, fol. 17)

1242 wurde Ludwigs Königtum noch einmal gefährdet, als vom englischen König Heinrich III. Plantagenet, gleichzeitig dem Schwager, der Versuch unternommen wurde, die im Jahr 1204 konfiszierten Territorien der Plantagenets (Anjou, Maine, Poitou, Normandie u. a.) zurückzuerobern. Diese Offensive versuchten erneut einige französische Fürsten zu ihrem Vorteil zu nutzen, indem sie ein Bündnis mit dem englischen König eingingen. Namentlich waren dies vor allem Hugo von Lusignan (Stiefvater Heinrich III. von England) und Graf Raimund VII. von Toulouse (Cousin Heinrich III. von England, Schwiegersohn Hugos von Lusignan und Schwiegervater des Prinzen Alfons). Der Konflikt hatte sich besonders an der Belehnung des Prinzen Alfons mit den ehemals den Plantagenets gehörenden, weiterhin von ihnen beanspruchten Territorien entzündet. Da die Mutter des englischen Königs (und Ehefrau des Lusignan), Isabella von Angoulême, mit der Belehnung ihres zweiten Sohnes und Bruders Heinrich III. Richard von Cornwall gerechnet hatte, vermittelte sie nach deren Ausbleiben tatkräftig die Allianz der Verwandtschaft.
Im April 1242 zog Ludwig bei Chinon ein Heer zusammen, an dessen Spitze er und Alfons in die Saintonge marschierten, wo am 13. Mai der englische König bei Royan landete. Nachdem am 16. Juni erste Unterhandlungen zwischen beiden Monarchen gescheitert waren, erklärte drei Tage später König Heinrich seinem französischen Schwager den Krieg. Ein Vordringen des englischen Heeres wurde aber von Sire Geoffroy de Rancon verhindert, der auf seiner Burg von Taillebourg den englischen König durch vermeintliche Bündnisverhandlungen aufhielt. Dies ermöglichte Ludwig, das Heer seines Feindes am 21. Juli dort zu überraschen und in die Flucht zu schlagen. Ein erneutes Treffen zwei Tage darauf vor Saintes konnte Ludwig ebenfalls für sich entscheiden, worauf sich ihm der aufständische Adel ergab. Heinrich III. von England floh unter Zurücklassung seiner Habe in die Gascogne, von wo aus er eine Seeblockade gegen La Rochelle organisierte. Nachdem ihm aber Kaiser Friedrich II. ein Bündnis verweigert hatte, gab er den Kampf auf und zog sich nach England zurück. Beide Monarchen vereinbarten einen fünfjährigen Waffenstillstand, der zuerst durch Ludwigs ersten Kreuzzug und anschließend 1254 um weitere fünf Jahre verlängert wurde. Insgesamt leitete das Ende des so genannten Saintonge-Krieges eine über 40 Jahre währende Friedenszeit in Frankreich ein.
Auch der Aufstand im Süden wurde schnell niedergeschlagen, nachdem der Graf von Toulouse angesichts zweier großer königlicher Heere die Waffen niedergelegt hatte. Im Vertrag von Lorris (Frühjahr 1243) erkannten er und andere Fürsten des Südens die Bestimmungen von Meaux-Paris erneut an und verpflichteten sich zu weiteren Zugeständnissen. Im März 1244 wurde mit Montségur die letzte Festung der Katharer eingenommen.

#### Kreuzzug gegen Ägypten

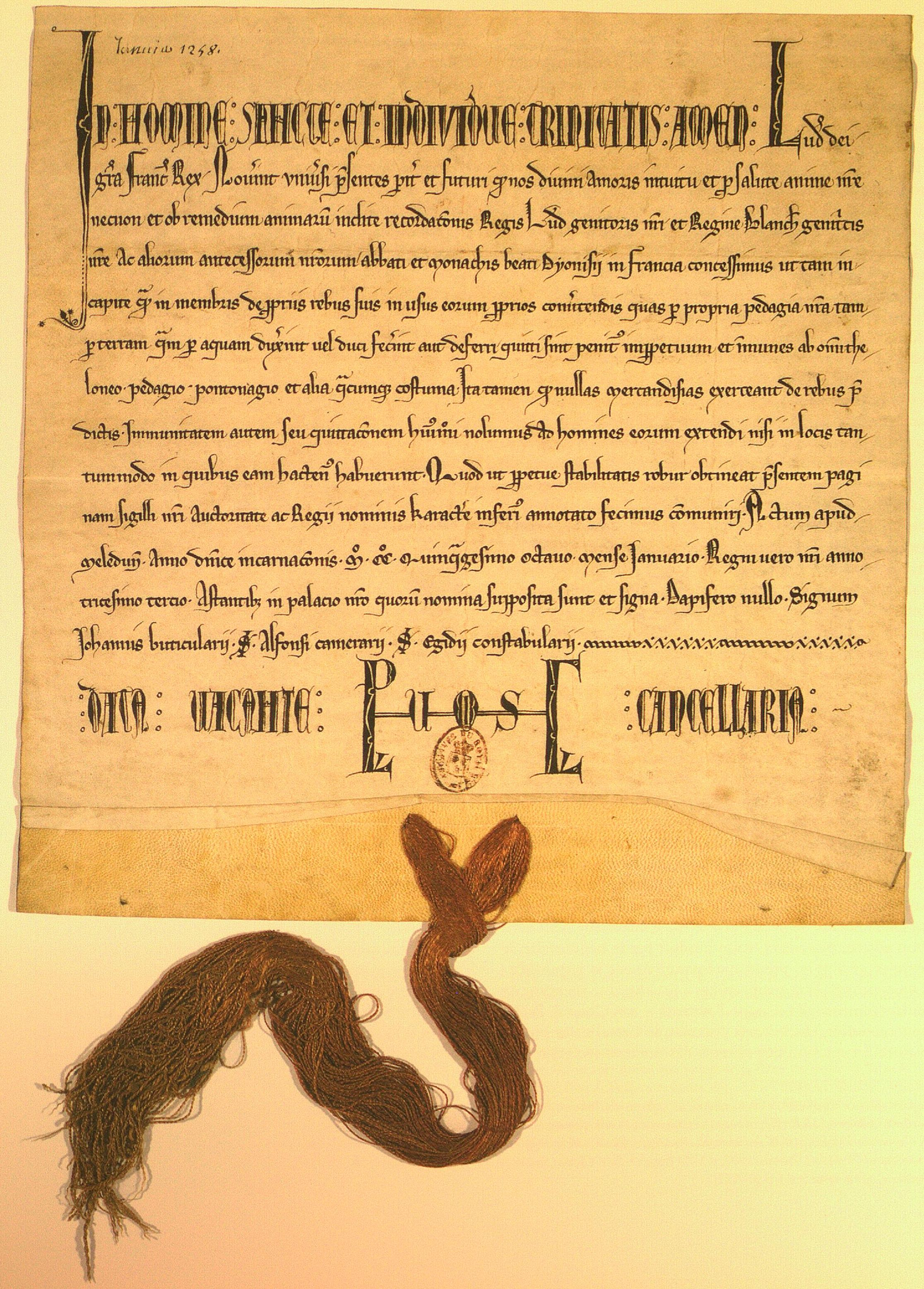
Eine Urkunde Ludwigs IX. von Januar 1252 für die Abtei Saint-Denis. Paris, Archives nationales, K 31, Nr. 11

Siehe Hauptartikel: Sechster Kreuzzug.

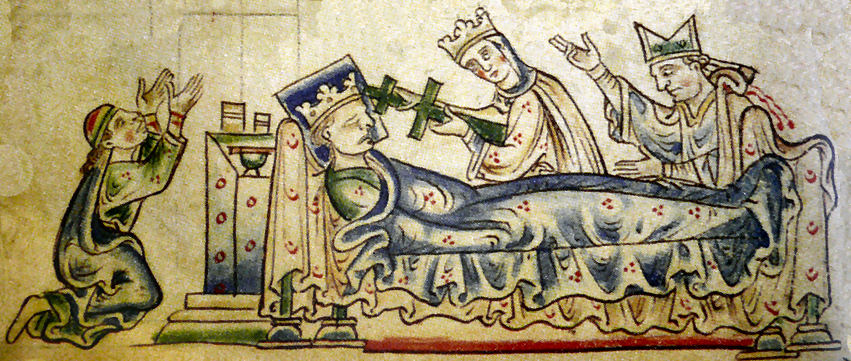
Ludwig der Heilige legt auf seinem Krankenbett ein Kreuzzugsgelübde ab. (Darstellung aus der Chronica Majora des Matthäus Paris, 13. Jahrhundert, Cambridge, Corpus Christi College)

Während seines Feldzuges in die Saintonge erlitt Ludwig erstmals eine Malariaerkrankung, die ihn 1244 erneut befiel. Die Krankheit verlief problematisch, sogar der Tod des Königs wurde befürchtet. In seiner frommen Natur gelobte er Gott, einen Kreuzzug führen zu wollen, falls er die Krankheit überleben sollte. Den Wunsch, in das Heilige Land zu ziehen, hatte Ludwig schon lange zuvor gehegt, obwohl zu seiner Zeit die Kritik am Sinn solcher Unternehmungen bereits laut ausgebrochen war. Bereits 1239 hatte er den Kreuzzug des Grafen Theobald von Champagne (Kreuzzug der Barone) finanziell unterstützt und ihm sogar königliche Würden verliehen, indem er die Erlaubnis zur Mitführung des königlichen Lilienbanners erteilte. Dieser Kreuzzug erbrachte trotz vieler Schwierigkeiten bis 1241 erhebliche Gebietsgewinne von den im Bürgerkrieg befindlichen Ayyubiden. Allerdings ging ein Großteil der Erwerbungen schon 1244 wieder verloren und die Niederlage in der Schlacht von La Forbie brachte die Kreuzfahrerstaaten in arge Bedrängnis. Deshalb erachtete Ludwig einen Zug nach Outremer nun für seine dringlichste Pflicht.
Nach seiner doch erlangten Genesung nahm Ludwig schließlich die Vorbereitungen zu einer bewaffneten Pilgerfahrt auf. Von Papst Innozenz IV. erreichte er 1245 die Bestätigung seines Gelübdes, womit der Kreuzzug auch offiziell sanktioniert wurde. Um möglichst unabhängig agieren zu können, hatte er Aigues-Mortes zu einem Überseehafen ausbauen lassen, in dem er den Großteil seiner Flotte sammelte, die vornehmlich von Genua und Pisa gestellt wurde. Sein ca. 15.000 Mann starkes Kreuzfahrerheer bestand überwiegend aus französischen Rittern, lediglich aus England sollte später ein kleineres Kontingent zu ihm stoßen. Am 25. August 1248 stachen er und mit ihm seine Brüder Robert und Karl (Alfons sollte später nachfolgen) von Aigues-Mortes aus in See und am 17. September erreichten sie Zypern, wo das Heer überwinterte. Hier wurde auch Ägypten als die stärkste muslimische Bedrohung der Christen Outremers als direktes Angriffsziel ausgegeben.
Anfang Juni 1249 landete das Heer an der Küste Ägyptens (Sultanat der Ayyubiden) und nahm nach einem kurzen Kampf am Strand die Hafenstadt Damiette ein. Dieser Erfolg bewog Ludwig zu einem Vordringen in das Landesinnere. Dass inzwischen Sultan as-Salih gestorben war, wusste er nicht, da dessen Witwe, Schadschar ad-Durr, die Todesnachricht geheim hielt. Der Weg der Kreuzfahrer nach Kairo wurde nur von der Stadt al-Mansura aufgehalten, wo fast dreißig Jahre zuvor der Kreuzzug von Damiette gescheitert war. Für Ludwig sollte sich dies am 8. Februar 1250 als schlechtes Omen erweisen, als sich dort sein Bruder Robert von Artois zu einem eigenmächtigen Vorstoß verleiten ließ. Entgegen den Befehlen Ludwigs führte Robert mit der Vorhut des Heeres selbständig einen Angriff auf die Stadt und lief dort in eine Falle der Elitekrieger der Mameluken. Robert und nahezu die gesamte Vorhut wurden in der Stadt getötet.
Zwar wurde wenige Tage später ein Gegenangriff der Mameluken vor der Stadt zurückgeschlagen, wobei Ludwig mit einem „deutschen Schwert“ kämpfte, doch das Heer war mittlerweile nicht nur so stark personell verringert, dass eine Belagerung Mansuras aussichtslos erschien. Es wurde zudem von einer um sich greifenden Seuche geschwächt. Nachdem der neue Sultan ein Angebot zum Tausch von Damiette für Jerusalem ausgeschlagen hatte, sah Ludwig sich zum Rückzug gezwungen, um nicht von seiner Basis in Damiette abgeschnitten zu werden. Dabei wurde er am 6. April mit seinem engeren Gefolge bei Fariskur von den Mameluken überrascht und gefangen genommen. Der Kreuzzug war damit gescheitert, denn Ludwig musste nicht nur ein enormes Lösegeld (400.000 Besanten) für seine Freilassung und die seiner Gefolgsleute zahlen, sondern auch Damiette räumen. Während seiner Zeit als Gefangener wurde die in Ägypten herrschende Ayyubiden-Dynastie nach einer blutigen Palastrevolte von den Mameluken beseitigt. Nachdem Damiette am 6. Mai 1250 den neuen Herrschern übergeben worden war, ließen sie Ludwig frei, der sich umgehend nach Akkon begab.

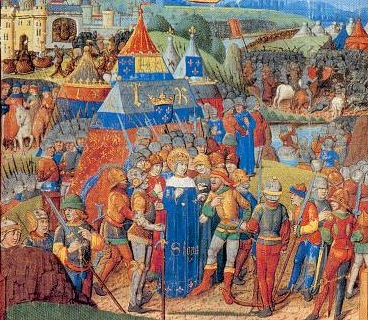
Der heilige Ludwig vor al-Mansura. Miniatur aus Le livre des faits de Monseigneur Saint Louis, 15. Jahrhundert. (Paris, Bibliothèque nationale de France)

Entgegen dem Drängen seiner Mutter, die in Frankreich als Regentin zurückgeblieben war, entschied sich Ludwig, so lange im heiligen Land zu bleiben, bis alle anderen Gefangenen freigekauft waren. Auch wollte er die durch die Vernichtung des Kreuzfahrerheeres von jeder Verteidigung entblößten christlichen Besitzungen in Palästina sichern. Im Königreich Jerusalem wurde Ludwig sofort als Herrscher anerkannt, der rechtmäßige König Konrad war hier nie erschienen und sein Regent Heinrich von Zypern legte keine Einsprüche ein. Ludwig gelang es, die Freilassung der restlichen Gefangenen zu beschleunigen, indem er den Mameluken androhte, sich mit den Ayyubiden von Damaskus zu verbünden, die den Mameluken den Krieg erklärt hatten. Er bekam nicht nur seine gefangenen Kameraden wieder frei, sondern wurde von den Mameluken auch mit einem Elefanten und einem Zebra beschenkt. Eine Einladung des Sultans von Damaskus zu einer Pilgerfahrt nach Jerusalem schlug Ludwig aber aus, da er – ähnlich wie Richard Löwenherz 60 Jahre zuvor – die Stadt nicht sehen wollte, ohne sie der Christenheit zurückerobern zu können. Die Bedrohung der Christen durch die Sarazenen sollte sich in den kommenden Jahren verringern, als sich der Sultan von Damaskus angesichts der neuen mongolischen Bedrohung mit den Christen auf einen Waffenstillstand einigte. Ludwig kümmerte sich danach um den Ausbau der Befestigungsanlagen von Akkon, Jaffa, Cäsarea, Haifa und anderer Burgen. 1252 regelte er einen Erbfolgestreit im Fürstentum Antiochia, trat mit den Assassinen in diplomatische Kontakte, wobei ein Bekehrungsversuch an dem „Alten vom Berge“ scheiterte, und übernahm nach dem Tod König Heinrichs von Zypern die Regierungsgeschäfte für dessen unmündigen Sohn Hugo II.
1253 erreichte Ludwig die Nachricht vom Tod seiner Mutter. Nachdem klar wurde, dass der König von England sein Kreuzzugsgelübde nicht erfüllen würde, verließ er am 24. April 1254 das heilige Land. Obwohl er beabsichtigte, direkt in Aigues-Mortes französischen Boden zu betreten, ließ er sich umstimmen, um am 3. Juli bei Hyères in der Provence, also auf Reichsgebiet, an Land zu gehen. Nachdem er dort einer Predigt des franziskanischen Spiritualen Hugo von Digne beigewohnt hatte, erreichte er wenig später bei Beaucaire sein französisches Königreich und traf am 17. Juli 1254 in Paris ein. Sein Kreuzzug war katastrophal gescheitert. Die Befreiung Jerusalems war ebenso misslungen wie eine Schwächung der muslimischen Mächte. Die christlichen Herrschaften in Outremer verdankten ihr weiteres Überleben nur dem Auftreten der Mongolen als neuem Machtfaktor im nahen Osten. Ludwigs Gefangennahme in Ägypten hatte in seiner Heimat zudem die Bewegung der Pastorellen ausgelöst.

### Innenpolitik

#### Herrschaftsauffassung
Während seiner Herrschaft trieb Ludwig IX. die bereits von seinen Vorgängern begonnene Zentralisierung der Macht auf das Königtum weiter voran. Hauptziel war die Zurückdrängung der politisch und wirtschaftlich privilegierten Stellung des Lehnsadels, der sich in den vorangegangenen drei Jahrhunderten königliche Vorrechte angeeignet hatte. Schon Ludwigs Vorgänger auf dem Thron hatten administrative Kompetenzen auf ihr Amt vereint, doch war der Wirkungsbereich dieser Reformen, bedingt durch die Schwäche der frühen Kapetinger-Könige, auf die Krondomäne beschränkt geblieben. Ludwigs Vater und Großvater aber hatten durch die beständige Erweiterung der Krondomäne den König zum größten Landbesitzer und damit zum wirtschaftlich und militärisch stärksten Herren im Königreich gemacht. Dies brachte das Königtum somit in die Position, dem verbliebenen Lehnsadel seine privilegierte Stellung zu entziehen und eine königliche Höchstgewalt aufzuerlegen.
Mit der seit Ludwig VIII. einsetzenden Rückbesinnung der kapetingischen Monarchie auf die universelle Herrschaftsauffassung der Karolinger (Reditus regni Francorum ad stirpem Karoli Magni) wurde der Anspruch der Krone auf eine ungeteilte Herrschaftsgewalt im Königreich begründet. 1256 schrieb der Legist Jean de Blanot dabei seine berühmt gewordene Formel nieder, in der er dem König eine kaiserliche Höchstgewalt (imperium) über alle Einwohner seines Reiches und allein ihm die Fähigkeit der Gesetzgebung (jurisdictio generalis) zuerkannte:
Nam rex Franciae in regno suo princeps est, nam in temporalibus superiorem non recognoscit.
(Der König Frankreichs ist in seinem Königreich Kaiser, denn er erkennt in weltlichen Fragen keinen Oberherrn an.)
Dieses neue Selbstverständnis hatte das Herrscherbild der französischen Könige wie keine andere Monarchie in Europa geprägt. Das französische Königtum begann nicht nur nach innen einen wichtigen Schritt in den neuzeitlichen Absolutismus, nach außen löste es sich ideologisch vom weltlichen Hoheitsanspruch der römisch-deutschen Kaiser.

#### Justiz und Finanzreform
Nach seiner Rückkehr aus dem heiligen Land widmete sich Ludwig dem Umbau der Verwaltungsstrukturen seines Hofes. Eine wichtige administrative Neuerung vollzog sich dabei in der allmählichen Bildung zentraler Behörden wie einem Hofgericht (Parlament), Rechnungshof (Cour des comptes) und einem Staatsrat (Conseil), die aus dem königlichen Rat (Curia regis) hervorgingen. Zu Ludwigs Lebzeiten hatten diese Gremien noch einen eher provisorischen Charakter und sollten erst unter seinen Nachfolgern fest etabliert werden. Auf juristischem Gebiet orientierte sich Ludwig in seinen Reformen in besonderem Maße auf das römische Recht zurück, das stark von der aufkommenden Scholastik jener Zeit beeinflusst war. Mittels des römischen Rechts versuchte Ludwig, alte Rechtsnormen (Gewohnheitsrecht) sowie die Gerichtsbarkeit des Adels und des Klerus zugunsten einer königlichen Jurisdiktion (consuetudo generalis) zu ersetzen. In mehreren Ordonnanzen stärkte er die Kompetenzen königlicher Beamter (Seneschalle und Baillis) gegenüber dem Lehnsadel und schwächte dessen Gerichtsbarkeit, indem er die königlichen Appellationsgerichte für alle Untertanen zugänglich machte. Die im Dezember 1254 erlassene „große Ordonnanz zur Wiederherstellung der moralischen Ordnung“ (ex debito regiae potestatis) war Ludwigs umfangreichste Maßnahme; sie führte in Frankreich das Rechtsprinzip ein, wonach niemand ohne Verfahren und Urteil seines Rechts beraubt werden durfte. Auch eine Trennung zwischen Zivil- und Strafgerichtsbarkeit wurde damit erreicht. Die damit zugleich erlassenen Verbote gegen Glücksspiel (ein Verbot zur Würfelherstellung), Prostitution, Gotteslästerung und Wucher erwiesen sich allerdings als nur bedingt durchsetzbar, genauso wie 1258 die Abschaffung des gerichtlichen Zweikampfes als Gottesurteil.
Der Errichtung einer königlichen Rechtshoheit diente nicht nur die Heranziehung des römischen Rechts, sondern auch die unter Ludwigs Herrschaft vorangetriebene schriftliche Fixierung nordfranzösischer Gewohnheitsrechte. Die wichtigsten Werke waren dabei die Coutumes de Beauvaisis des Philippe de Beaumanoir, das Conseil à un ami des Pierre de Fontaines, das Livre de Jostice et de Plet, die Grand Coutumier de la Normandie und die Établissements de Saint Louis. Die Urteile des königlichen Parlaments wurden ab 1254 systematisch in einem Register, dem Olim, gesammelt.
Ludwigs persönlichem Engagement in diesen Reformen lag das Motiv zugrunde, das Königtum als einzige Autorität der Gerechtigkeit und des Friedens im Königreich zu etablieren. Das von Joinville überlieferte und idealisierte Bild Ludwig IX. als ein Recht sprechender König (roi justicier) unter der Eiche von Vincennes sollte dabei in das nationale Gedächtnis der Franzosen als das eines Bewahrers des Rechts und des inneren Friedens eingehen. Für Montesquieu war Ludwig IX. der Vernunftherrscher, der im krassen Gegensatz zum Gewaltherrscher Ludwig XIV. stand. Als konkretes Beispiel dieses Anspruches ist das Gericht zu nennen, das der König über einen Priester hielt, der drei Diebe erschlagen hatte, dem er im Urteil den Klerikerrang entzog. Ludwig griff hier in die Rechtsprechung der Kirche ein, die sich zunehmend unter die königliche unterordnen musste. Aufsehenerregend war auch der Prozess im Jahre 1259 gegen Enguerrand IV. de Coucy, der drei Edelleute, die er verdächtigte, in seinen Wäldern gejagt zu haben, ohne Verhandlung hängen ließ. Das Verfahren wurde direkt vor dem König und nicht etwa vor dem Pairsgericht gehalten, worauf der Sire in seinem Standesbewusstsein bestanden hatte. Damit schloss Ludwig die Einflussnahme der Barone, die mit dem Sire sympathisiert hatten, in der Urteilsfindung aus und brachte damit auch ihnen gegenüber seine richterliche Autorität zur Geltung.

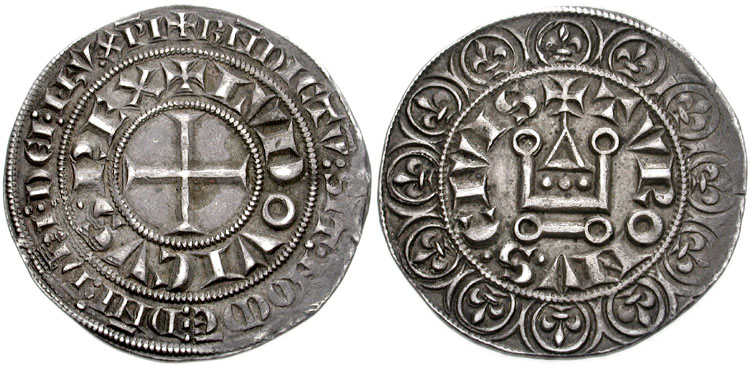
Der Gros tournois

Ein weiteres innenpolitisches Betätigungsfeld fand Ludwig in der Errichtung einer Dominanz der Krone in Finanzen und Wirtschaft. Ähnlich wie in der Jurisdiktion galt es hier, die Privilegien des Lehnsadels zurückzudrängen. Zu diesem Zweck erließ Ludwig 1263 eine Ordonnanz, wonach von nun an innerhalb der Krondomäne ausschließlich die von der Krone geprägten Münzen als offizielles Zahlungsmittel anzuerkennen waren. Gleiches galt auch in den Lehnsfürstentümern, die keine eigene Münze besaßen. Weiterhin wurde das Fälschen von königlichen Münzen in die Liste der Majestätsverbrechen aufgenommen. Das Ergebnis dieser Maßnahmen war eine schrittweise Verringerung der münzprägenden Herren in Frankreich von noch ca. 300 zu Ludwigs Lebzeiten auf nicht mehr als 30 bis zum Ende der Regierung Philipps des Schönen. Zu einer Vereinfachung des Zahlungsverkehrs sollte der erstmals 1266 in Tours geschlagene große Silberschilling „Gros tournois“ (grosso denarius Turnosus) beitragen, der bis zum Ende des 13. Jahrhunderts zu einer der Hauptwährungsmünzen in Nordeuropa avancierte. Diese Prägung führte den Schilling in Frankreich wieder als Münze ein, der bis dahin seit der karolingischen Zeit nur noch als Recheneinheit verwendet wurde. Im deutschen Raum wurde diese Münze um das Jahr 1270 erstmals als Groschen nachgeprägt. Der im selben Jahr wie der Silberschilling erstmals seit Jahrhunderten wieder geschlagene Goldtaler (Écu d'or) sollte hingegen keine weite Verbreitung finden. Er diente eher dem politischen Prestige, da Frankreich so in die Riege der Wirtschaftsmächte aufstieg, die eine Doppelwährung besaßen (u. a. Byzanz, Sizilien und die arabische Welt).

### Außenpolitik
Ludwigs Außenpolitik erhob den Anspruch, gegenüber seinen Nachbarn als friedliebender und friedensbringender König (rex pacificus) aufzutreten. Dabei war Ludwig besonders bestrebt, die unter seinen unmittelbaren Vorgängern neu gestalteten Beziehungen und Herrschaftsverhältnisse auf eine vertragliche Grundlage zu bringen.

#### Ausgleich mit Aragon
Die mit dem Vertrag von Meaux-Paris 1229 begründete Oberhoheit der Krone über den Süden hatte Frankreich in direkte Gegensätze mit den Interessen der Krone Aragons gebracht. Ein erster Berührungspunkt tat sich für Ludwig in der Provence auf, die seit mehreren Generationen von einem Seitenzweig des aragonesischen Königshauses regiert wurde. 1245 starb mit Graf Raimund Berengar V. der letzte Graf dieser Dynastie. Ludwig war mit der ältesten Tochter des Grafen verheiratet, doch galt sie nicht als Erbin ihres Vaters. Dieser hatte stattdessen seine jüngste Tochter Beatrix zur Erbin ernannt, deren Vormundschaft nun ihr Vetter König Jakob I. von Aragon beanspruchte. Ludwig reagierte umgehend mit der Entsendung eines Heeres unter seinem Bruder Karl von Anjou in die Provence, um dieses Land dem aragonesischen Zugriff zu entziehen. Um den französischen Einfluss auf die Provence endgültig zu sichern, nutzte Ludwig die politische Notlage des Papstes aus, der bereitwillig eine Dispens  erteilte, die eine Ehe zwischen Beatrix und ihrem Schwager Karl (Januar 1246) ermöglichte. Aragon konnte nichts anderes tun, als diesen Verlust seines Einflusses in der Provence zu akzeptieren.
Die Provence war allerdings nur einer der Konfliktpunkte zwischen Frankreich und Aragon. Denn die Machterweiterung, welche die französische Krone als Ergebnis der Albigenserkreuzzüge erringen konnte, geschah vor allem auf Kosten Aragons, da vor den Kreuzzügen der König von Aragon der nominelle Lehnsherr größerer Gebiete im Languedoc war, insbesondere der Besitzungen der Trencavel, die von König Ludwig VIII. der Krondomäne einverleibt und in Seneschallate eingerichtet worden waren. Als rechtliche Grundlage hierfür hatte einst die Übertragung der Rechte Amalrichs von Montfort an die Krone gedient, doch war deren Gültigkeit stark umstritten, da sie in einer päpstlichen Belehnung und nicht etwa in einer durch den König Aragons begründet waren. Der hielt seinen Anspruch auf die umstrittenen Gebiete weiter aufrecht, wohingegen die französische Krone die Auffassung vertrat, dass Aragon nach seiner Niederlage in der Schlacht bei Muret (1213) jegliche Rechte im Languedoc verspielt habe. Diese spannungsgeladene Situation brachte unter Ludwigs Herrschaft beide Königreiche mehrmals an den Rand eines Krieges. Ludwig aber wollte den Gewinn Frankreichs in den umstrittenen Gebieten von Aragon anerkannt wissen und griff dafür auf alte karolingische Rechte zurück. Seit seinem Vater beanspruchte die Dynastie der Kapetinger die dynastische und damit auch rechtliche Nachfolge der Karolinger, womit zugleich ein Anspruch auf die Oberhoheit über die betreffenden Gebiete, aber auch der spanischen Mark (Grafschaft Barcelona) verbunden war. König Jakob I. von Aragon geriet damit in erhebliche Verlegenheit, bildete die spanische Mark doch die Grundlage des Königreichs Aragon, dessen Souveränität nun in Frage gestellt war. Bedingt durch sein hohes Engagement auf See sowie die Inanspruchnahme im Kampf gegen die Mauren konnte sich der König von Aragon aber keinen längeren Konflikt mit Frankreich leisten, womit einer diplomatischen Lösung des Konfliktes der Weg geebnet wurde. Unter der maßgeblichen Vermittlung des Sire Olivier de Termes wurde am 11. Mai 1258 der Vertrag von Corbeil geschlossen, in dem König Jakob die neuen Machtverhältnisse anerkannte und auf alte Rechte sowohl im Languedoc als auch in der Provence verzichtete. Im Gegenzug ließ Ludwig seinen Anspruch auf die spanische Mark fallen, was die weitere Souveränität Aragons gewährleistete. Weiterhin erkannte Ludwig die Zugehörigkeit des Roussillons und der Cerdanya zu Aragon an. Lediglich um das Besitzverhältnis auf Montpellier sollte noch lange gestritten werden. Insgesamt wurde damit aber zwischen beiden Königreichen eine Grenze geschaffen, die für die kommenden vierhundert Jahre Bestand haben sollte und erst im Pyrenäenfrieden von 1659 korrigiert wurde.
Bezüglich der Provence wurde im Vertrag von Corbeil eine besondere Lösung vereinbart. Der König von Aragon verzichtete dort auf seine Ansprüche zugunsten Ludwigs Ehefrau Margarethe und nicht etwa auf deren jüngere Schwester und Erbin Beatrix. Um eine rechtliche Handhabe gegen seinen Bruder Karl von Anjou, den Ehemann von Beatrix, in der Hand zu haben, hatte Ludwig auf dieser Maßnahme bestanden. Karl von Anjou hatte in seinem eigennützigen Machtstreben Ludwig schon mehrmals Sorgen bereitet, aber durch die Begünstigung seiner Frau konnte Ludwig den Ehrgeiz seines Bruders in der Provence zügeln.

#### Frieden mit den Plantagenets
Ebenso wie gegenüber Aragon war Ludwig auf eine Einigung in dem lang andauernden Konflikt mit den Plantagenets bedacht. Das französische Königtum befand sich seit annähernd siebzig Jahren mit dieser englischen Königsfamilie, die sich um 1035 die Grafschaft Anjou erheiratet hatte, in einem kriegerischen Konflikt um deren französische Besitzungen, die Heinrich II. Plantagenet († 1189) zusammengefasst hatte. Die Auseinandersetzungen waren 1204 in die entscheidende Phase geraten, nachdem Ludwigs Großvater Philipp II. August den Johann Ohneland Plantagenet aller seiner Lehen in Frankreich für verlustig erklärt und diese in mehreren Feldzügen beschlagnahmt hatte. Und trotz der entscheidenden Niederlage bei Bouvines (1214) war das damalige Plantagenetoberhaupt, König Heinrich III. von England, nicht bereit, die Verluste seiner Familie zu akzeptieren, bis er bei dem Versuch, sie zurückzuerobern, 1242 bei Taillebourg von Ludwig IX. erneut schwer geschlagen wurde.

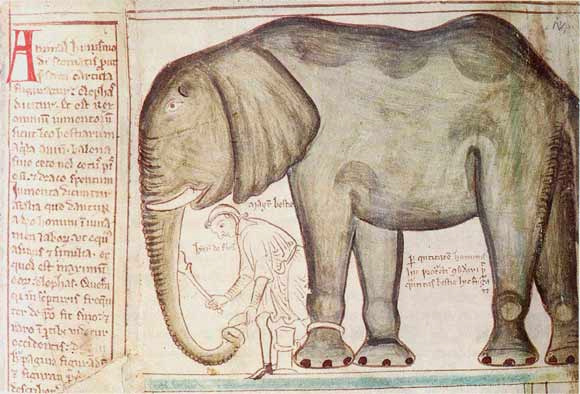
Der Elefant Ludwigs IX.
Aus der Chronica majora des Matthäus Paris, 13. Jh.

Trotz des bald auslaufenden Waffenstillstandes mit Heinrich hatte sich die politische Lage merklich zugunsten Ludwigs gewendet, nachdem sich Heinrich in England ähnlich wie einst sein Vater einer breiten Opposition seiner Barone gegenübersah, die seit der Bewilligung der Magna Carta 1215 beständig für eine Erweiterung ihrer Privilegien und Vorrechte gegenüber dem König eintrat. Ebendiese Barone waren es auch, die nicht länger bereit waren, für die privaten Familienangelegenheiten ihres Königs in Frankreich zu kämpfen. In diesem Willen kam eine Entwicklung zum Ausdruck, die mit der Zerschlagung des Plantagenet-Reiches (Angevinisches Reich) 1204 ihren Anfang nahm: nämlich die allmähliche politische wie auch kulturelle Lösung des aus Frankreich stammenden Adels von der Heimat ihrer Vorväter und die zunehmende Bildung einer insularen, einer englischen Identität. Die Symbiose zwischen beiden Königreichen, die Wilhelm der Eroberer 1066 bei Hastings geschaffen hatte, war dabei, sich aufzulösen. In Anbetracht dieser Lage zeigte sich Heinrich nun bereit, die geschaffenen Verhältnisse anzuerkennen. Zu einer ersten Annäherung kam es bei einem eher spontanen Besuch Heinrich III. in Paris zu Weihnachten 1254, wo Ludwig bei dieser Gelegenheit dem englischen König seinen aus Palästina mitgebrachten Elefanten schenkte. Die Tatsache, dass beide Könige über ihre vermittelnden Ehefrauen miteinander verschwägert waren, erleichterte dabei eine Einigung, die am 28. Mai 1258 im Vertrag von Paris verbrieft wurde. König Heinrich III. von England erkannte darin die Verluste seiner Familie in Frankreich zugunsten der französischen Krone an; im Gegenzug bestätigte Ludwig ihm den letzten gehaltenen Besitz, der sich auf die Gascogne konzentrierte. Ludwig war sogar zu territorialen Zugeständnissen bereit, indem er Heinrich mit einigen Gebieten des alten Aquitanien neu belehnte, besonders mit der Saintonge, auf die Prinz Alfons hatte verzichten müssen. Der Vertrag wurde auch von den englischen Baronen ratifiziert und trat mit der Huldigung Heinrichs gegenüber Ludwig am 4. Dezember 1259 in Paris in Kraft.
Die vertragliche Einigung der beiden Monarchen enthielt allerdings auch den Keim zukünftiger Konflikte, nämlich die vereinbarte Huldigung (homagium) der englischen Könige als Lehensnehmer von Lehensgebieten in Frankreich gegenüber dem französischen König als Lehensgeber – ein Unterwerfungsakt, den die Aufnahme der Plantagenets unter die Pairs von Frankreich nicht abmilderte. König Heinrich III. Nachkommen sollten vergeblich versuchen, dieses Lehnsverhältnis zu beenden, was eine nicht geringe Ursache zum Ausbruch des Hundertjährigen Krieges beisteuerte. Für Ludwig selbst war der Vertrag von Paris mit verhältnismäßig geringen politischen Konsequenzen verbunden. Gegenüber dem König von England räumte er lediglich freie Hand für eine Plantagenet-Nachfolge im Königreich Sizilien gegen die Staufer ein, die allerdings aus demselben Grund wie das offensive Engagement Heinrichs in Frankreich scheiterte, nämlich mangels der erforderlichen Unterstützung durch die englischen Barone.

#### Verhältnis zu Kaiser und Papst
König Ludwig IX. pflegte sowohl zu den Staufern als auch zum Papsttum ein traditionell gutes Verhältnis, was sich in seiner Regierungszeit allerdings als sehr problematisch gestaltete. Kaiser Friedrich II. befand sich nämlich seit dem Pontifikat Papst Gregor IX. in einem erbitterten Konflikt mit der Kirche, in dem sich Ludwig weitgehend neutral verhielt. Zu Beginn seiner Herrschaft nahm er noch eher eine tendenziell prostaufische Position unter Fortführung einer gemeinsamen Politik gegen England ein. Unter anderem ließ er dem Kaiser 1238 Unterstützung im Kampf gegen den Lombardenbund zukommen; weiterhin heiratete sein Bruder Robert eine Tochter des Herzogs von Brabant, die eine Cousine des Kaisers war. Als der Papst 1240 Robert die römisch-deutsche Krone anbot, lehnte dieser das Angebot unter Berücksichtigung der familiären Bande zu den Staufern ab. Die guten Beziehungen zu den Staufern nahmen auch keinen Abbruch, als Ludwig den französischen Einfluss auf reichsunmittelbare Gebiete ausweitete, wie durch den Erbgang seines Bruders Karl in der Provence, als auch durch seine Schiedsurteile im Bezug auf den flämischen Erbstreit, der auch Reichsinteressen berührt hatte. Ludwig konnte letztlich in diesen Fällen von der stillschweigenden Duldung des Kaisers profitieren, der im Konflikt mit dem Papst auf ein gutes Verhältnis zu Frankreich angewiesen war.

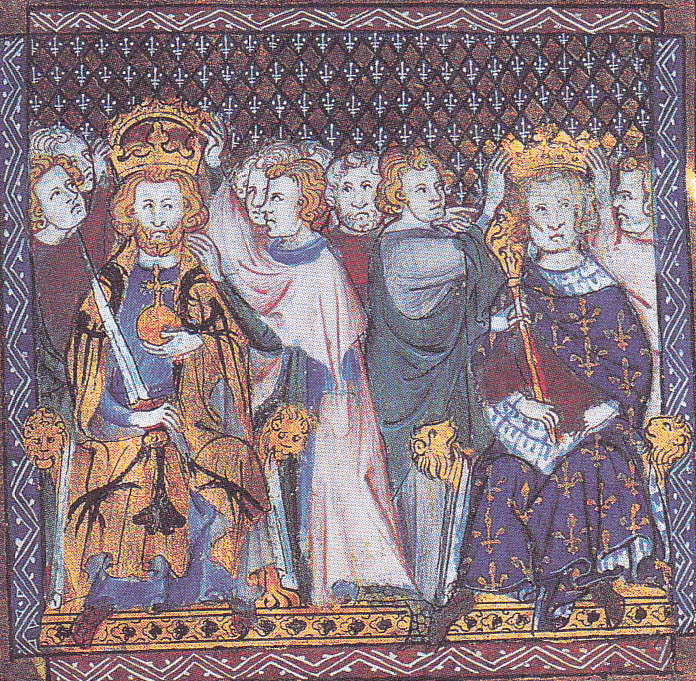
Die Krönungen von Kaiser Friedrich II. (links) und König Ludwig IX. (rechts). Darstellung aus dem Psalter des Pierre Lombard, 15. Jahrhundert. (Paris, Bibliothèque de la Sorbonne)

Das Einvernehmen mit dem Kaiser sah Ludwig nur dann in Frage gestellt, wenn dieser gegenüber dem Klerus in einer zu aggressiven Weise verfuhr, wie zum Beispiel 1241, als der Kaiser in der Seeschlacht von Giglio mehrere hohe kirchliche Würdenträger gefangen nehmen ließ, die auf dem Weg zur Papstwahl nach Rom waren. Nach einer scharf formulierten Antwort Ludwigs ließ der Kaiser die aus Frankreich stammenden Würdenträger wieder frei. Über den vermittelnden Grafen von Toulouse strengte Ludwig im Frühjahr 1244 erstmals eine Friedensinitiative zwischen Kaiser und Papst an, die aber trotz ihrer offiziellen Beeidigung nicht zum Tragen kam. Im Dezember 1244 folgte die Exilnahme des Papstes Innozenz IV. in Lyon, nicht zuletzt aufgrund dessen Bedürfnis nach Schutz vor dem Kaiser. Wenn auch Lyon zum Reich gehörte, lag diese Stadt, bedingt durch ihre Grenzlage, im Zugriffsbereich Ludwigs, der somit zum Garant des persönlichen Schutzes der Kurie wurde. In Lyon konnte der Papst ein Konzil einberufen, das im Juli 1245 mit der Absetzung des Kaisers endete. Kaiser Friedrich II. wandte sich drauf im September des Jahres direkt an Ludwig, mit der Bitte um eine persönliche Vermittlung. Auch erklärte er sich bereit, Ludwigs Urteil als Schiedsrichter in dieser Sache anzuerkennen. Im November lud Ludwig den Papst zu einer persönlichen Unterredung in Cluny ein, konnte ihm dabei allerdings kein Entgegenkommen abringen. Viel eher war es Papst Innozenz IV. gelungen, Ludwig für seine Sache neutral zu stimmen, indem er die kirchliche Dispens für die Ehe Karls von Anjou mit der Erbin der Provence gewährte.
Obwohl der Papst noch vor Jahresende 1244 über seine Prälaten die Absetzung Friedrichs als Kaiser in Frankreich öffentlich propagieren ließ, erkannte Ludwig diesen weiterhin als solchen an und verweigerte auch seine Unterstützung für einen förmlichen Kreuzzug gegen Friedrich. Vielmehr konzentrierte er sich verstärkt auf sein persönliches Anliegen, einen Kreuzzug in das heilige Land. Obwohl dieses vom Konzil in Lyon bewilligt wurde, behinderte der Papst die Kreuzzugswerbung Ludwigs in Deutschland, da dort antistaufische Kräfte für den Kampf gegen den Kaiser gehalten werden sollten. Trotz alledem stellte sich Ludwig schützend vor den Papst und drohte mit einer militärischen Intervention, als der Kaiser 1247 einen Angriff auf Lyon plante. Unmittelbar vor seiner Abreise im Juni 1248 machte Ludwig persönlich in Lyon Halt, um noch einen Vermittlungsversuch zu unternehmen, doch scheiterte dieser an der unerbittlichen Kompromisslosigkeit des Papstes. Nach seiner Niederlage in Ägypten (April 1250) schien Ludwig noch einmal auf die Position des Kaisers einzugehen, denn die öffentliche Mehrheit sowohl im Abendland als auch bei den Christen Outremers machte vor allen den Papst dafür verantwortlich, der wegen seines Konflikts mit dem Kaiser notwendige Kräfte für den Kampf gegen die Ungläubigen zurückgehalten habe. Laut Matthäus Paris habe Ludwig im August 1250 seinen heimkehrenden Brüdern aufgetragen, den Papst zu einem raschen Friedensschluss mit dem Kaiser zu drängen, damit dieser mit einem Kreuzzugsheer ins heilige Land nachrücken könne. Dabei sollen Alfons und Karl auch mit dem Entzug der französischen Schutzgarantien für Lyon gedroht haben, worauf der Papst bei Heinrich III. von England, wenn auch erfolglos, um Asyl in Bordeaux gebeten haben soll.
Der Tod Kaiser Friedrichs II. im Dezember 1250 beendete letztlich die zerfahrene Situation und bedeutete zugleich auch einen Einschnitt im Verhältnis Ludwigs zu den Staufern. Obwohl er Konrad IV. auch weiterhin als rechtmäßigen König sowohl des Reiches als auch von Sizilien anerkannte, näherte sich Ludwig doch zunehmend der päpstlichen Position an. Nach dem Tode Konrads 1254 und der 1258 folgenden Usurpation des sizilianischen Thrones durch Manfred gab Ludwig dem päpstlichen Drängen auf eine Beseitigung der Staufer letztlich nach und erteilte seinem Bruder Karl von Anjou sein Einverständnis zu einem Eroberungszug nach Unteritalien.
Das Ende der Staufer und das damit einsetzende Interregnum markierte einen Wendepunkt im Verhältnis Frankreichs zum Reich. Bedingt durch das Erstarken der französischen Königsmacht bei gleichzeitigem Verfall der kaiserlichen Zentralmacht begann Frankreich seit der Herrschaft Ludwigs zunehmend, seinen Einfluss offensiv auf Reichsgebiet, besonders auf den alten burgundischen und lothringischen Raum, auszudehnen. Tatkräftig traten die französischen Könige nun auch vor allem in Italien auf, wo sie die Machtkämpfe zwischen kaisertreuen (Ghibellinen) und päpstlich (Guelfen) gesinnten Parteien zu ihrem eigenen Vorteil nutzten. Ludwigs Sohn Philipp der Kühne sollte schließlich auch der erste französische Monarch werden, der für die Wahl zum römischen (deutschen) König kandidieren sollte.

#### Primus inter pares

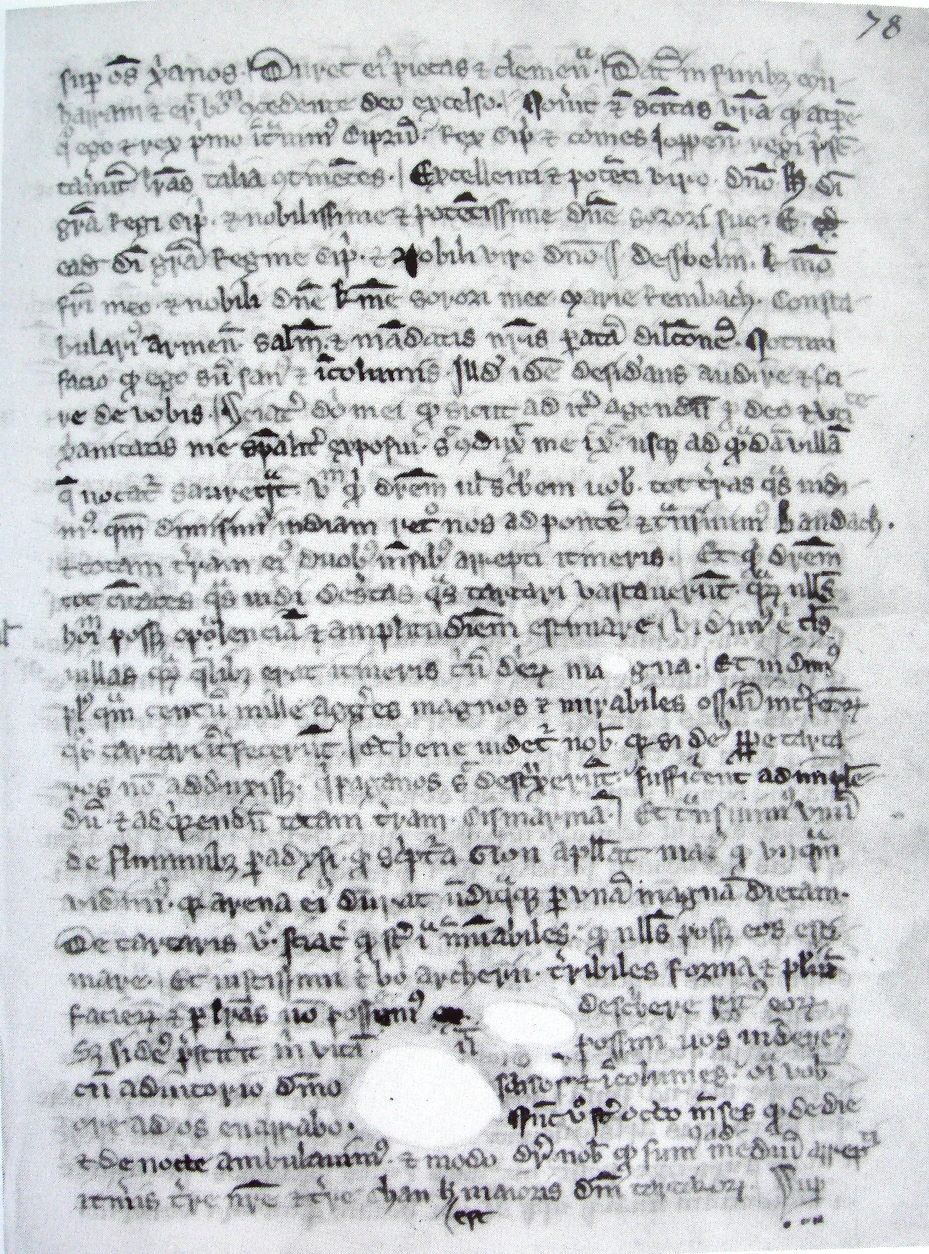
Eine im 14. Jahrhundert angefertigte Kopie des Briefes des armenischen Adligen Sempad, gerichtet an den König von Zypern und den Herrn von Ibelin. Geschrieben in Samarkand, datiert auf den 7. Februar 1248. (Claude Mutafian: Le Royaume Armenien de Cilicie, XIIe-XIVe siècle; 2002)

Ludwig genoss über die Grenzen Frankreichs hinaus den Ruf, ein Wahrer des Friedens zu sein, der die Anwendung von Waffengewalt, mit Ausnahme des Kampfes gegen die Heiden, nur als ein Mittel der Verteidigung akzeptierte. Dieses Ansehen erhob ihn unter den anderen Herrschern des christlichen Abendlandes, mehr noch als den Kaiser, in die Position eines Schiedsrichters, dessen Schlichtung und Urteil ohne Gesichtsverlust von den streitenden Parteien gesucht wurde.
Im flämischen Erbfolgestreit zwischen den Brüdern des Hauses Dampierre und des Hauses Avesnes um das Erbe ihrer Mutter Gräfin Margarethe fällte Ludwig 1246 in Paris einen Schiedsspruch (Dit de Paris), der den Dampierre die Grafschaft Flandern und den Avesnes die Grafschaft Hennegau zusprach. Das Besondere dabei war, dass Ludwig im Falle Hennegau in Lehnsverhältnisse des Reiches eingegriffen hatte. Den Interessen des unmittelbaren Lehnsherrn des Hennegaus, des Bischofs von Lüttich, wurde dabei keine Rechnung getragen, ebenso wie der Kaiser sich in diese Angelegenheit nicht einmischte. Während Ludwigs Abwesenheit im heiligen Land sollte der Konflikt in Flandern noch einmal ausbrechen, nicht ohne Zutun seines Bruders Karl von Anjou, der sich daraus einen persönlichen Gewinn erhoffte. Nach seiner Rückkehr 1254 sorgte Ludwig für ein sofortiges Ende der Kampfhandlungen und bestätigte 1256 in Péronne (Dit de Péronne) die in Paris gefällte Entscheidung, die zum endgültigen Ende des Konfliktes führte.
1257 musste Ludwig in seiner eigenen Familie über bestehende Lehnsverhältnisse hinweg schlichten. In der Provence war sein Bruder Karl mit seiner Schwiegermutter Beatrix von Savoyen in einen Streit um die Grafschaft Forcalquier geraten, den Ludwig zugunsten Karls entschied. Auch hier mussten die Hoheitsrechte des Reiches auf die Provence ignoriert werden, da es zu diesem Zeitpunkt, bedingt durch das Interregnum, keine vertretende Instanz mehr besaß.
1259 erschien schließlich der Herr des griechischen Theben und Athen, Guido I. de la Roche, an Ludwigs Hof und erbat von ihm einen Schiedsspruch, der seinen Konflikt mit dem Fürsten von Achaia beenden sollte. Der Fürst hatte Guido I. dazu gezwungen, ihn als Lehnsherren anzuerkennen, doch die Vasallen Guidos wollten dies nicht akzeptieren, weshalb sie ihn zu Ludwig entsandten. Die Tatsache, dass ein Urteil in solch einer Frage nur dem Oberlehnsherrn des lateinischen Griechenlands, Kaiser Balduin II. von Courtenay, erlaubt war, ignorierten sie dabei. König Ludwig entschied für die Interessen Guidos de la Roche und erklärte die erzwungene Huldigung für ungültig. Die Chronik von Morea berichtet, dass die Herrschaft von Athen um das Jahr 1260 von Ludwig in die Würde eines Herzogtums erhoben worden sei und dass Ludwig damit dessen Ranggleichheit zum Fürstentum Achaia unterstrichen habe.
1264 ersuchte sogar sein Schwager König Heinrich III. von England Ludwig um sein Urteil. In England war der König in eine sich immer weiter vertiefende Auseinandersetzung mit seinen Baronen um Simon V. de Montfort geraten, die von ihm 1258 die Anerkennung der Provisions of Oxford erzwungen hatten, in welcher der König den Baronen eine stärkere Beteiligung an der Macht zubilligen musste. 1261 erklärte König Heinrich mit Rückendeckung des Papstes die Provisions für ungültig und die Lage spitzte sich bis an den Rand eines Bürgerkriegs zu. Um diesen zu vermeiden, wandten sich die Parteien an König Ludwig von Frankreich. In der Mise of Amiens erklärte auch er aus Kollegialität zu seinem Schwager die Provisions im Sinne einer Stärkung der Krone von England gegenüber deren Vasallen für nichtig. Für Ludwig war die Autorität eines Königtums der Ursprung allen Rechts, gegenüber seinen Vasallen Souverän und könne dadurch in seiner Macht auch nicht von den Vasallen beschränkt werden. Dieses spezifische Herrschaftsverständnis stand allerdings den Eigenheiten und dem politischen Selbstbewusstsein der englischen Barone entgegen und sollte sich deshalb auch nicht als durchsetzbar erweisen. In den folgenden Jahren versank England in einen lang anhaltenden Bürgerkrieg.

#### Die Mongolen
Während der Überwinterung des Kreuzfahrerheers auf Zypern 1248 empfing Ludwig zwei Abgesandte des Großkhans der Mongolen, Gujuk, die ihm ein gemeinsames Bündnis gegen die Sarazenen und eine Konversion des Großkhans zum Christentum in Aussicht stellten. Ein dem Christentum wohlwollendes Entgegenkommen des Großkhans hatte bereits der armenische Königsbruder Sempad während seiner Gesandtschaftsreise in die Mongolei in einem an den König von Zypern gerichteten Brief suggeriert, den auch Ludwig zu lesen bekam. Darauf beschloss Ludwig, eine eigene Gesandtschaft unter dem Dominikaner Andreas von Longjumeau in den Altai zu schicken, der das Bündnis mit Gujuk besiegeln sollte. Um die Bekehrung voranzutreiben, gab ihm Ludwig ein Stück vom „wahren Kreuz“ und eine rote Zeltkapelle als Geschenk für den Großkhan mit auf die Reise. Longjumeau sollte allerdings ebenso scheitern wie schon wenige Jahre zuvor der päpstliche Gesandte Johannes de Plano Carpini, denn als er in der mongolischen Residenz eintraf, war Gujuk bereits tot, und der zusammengerufene Kuriltai wurde von seiner Witwe Ogul Qaimish beherrscht. Diese wollte von einem Bündnis nichts wissen und forderte im Gegenzug den König von Frankreich dazu auf, sich zu unterwerfen und Tribut an die Mongolen zu zahlen.
Ludwig empfing Longjumeau 1251 in Cäsarea und entschloss sich trotz des Misserfolges, eine zweite Mission mit dem Franziskaner Wilhelm von Rubruk zu den Mongolen zu entsenden, denn Longjumeau wurde kurz vor seiner Abreise aus der Mongolei Zeuge der Wahl des als religiös tolerant geltenden Möngke, dem außerdem eine Verwandtschaft zum mythischen Priesterkönig Johannes nachgesagt wurde, zum neuen Großkhan. Rubruk sammelte auf seiner langen Reise und beim Aufenthalt in Karakorum reichhaltige Informationen über die mongolische Gesellschaft und Kultur, doch war seine Mission politisch wie auch religiös ein Fehlschlag, womit die Kontakte Ludwigs zu den Mongolen vorerst endeten.
1262 jedoch erschien in Paris eine große Gesandtschaft des Ilchan Hülegü, der wenige Jahre zuvor das Abbasiden-Kalifat in Bagdad vernichtet hatte, mit einem Bündnisangebot gegen die Mameluken. Zwischen Ludwig und Hülagü sollte es aber trotz jahrelanger Verhandlungen nie zu einem formellen Bündnis kommen, vor allem weil auch Hülagü an der Forderung einer mongolischen Oberhoheit über die Christen im heiligen Land festhielt.

#### Byzanz und die Kirchenunion
Im Sommer 1269 empfing Ludwig in Paris eine Gesandtschaft des byzantinischen Kaisers Michael VIII. Palaiologos. Da seit dem Tod Clemens IV. im Vorjahr das Papsttum vakant war, hatte sich der Byzantiner zuerst an den französischen König gewandt, um mit ihm über ein Ende des seit über zweihundert Jahren anhaltenden morgenländischen Schismas zu verhandeln. Dabei stellte der Kaiser die Anerkennung des Supremats der römisch-lateinischen Kirche über die griechisch-orthodoxe Kirche in Aussicht. Ludwig erklärte sich sofort bereit, dieses Ansinnen zu unterstützen, verwies den Kaiser in dieser Frage allerdings an das Kardinalskollegium in Rom, da er nicht bereit war, Funktionen der Kirche zu usurpieren und auch über keine Entscheidungsgewalt in solchen Dingen verfügte.
Das letzte Jahr seines Lebens betätigte sich Ludwig IX. als engagierter Vermittler zwischen Rom und Konstantinopel, sogar auf seinem Totenbett im Feldlager vor Tunis empfing er noch eine byzantinische Gesandtschaft. Sein Engagement trug dennoch zur ersten, wenn auch nur kurzlebigen, Kirchenunion zwischen West- und Ostkirche bei, die auf dem zweiten Konzil von Lyon 1274 geschlossen wurde.

### Kreuzzug gegen Tunis und Tod
Seit dem Scheitern seines Kreuzzuges nach Ägypten war Ludwig dazu entschlossen, einen weiteren Zug gegen die Heiden zu unternehmen, um die vorangegangene Schmach vergessen zu machen. Nachdem er das heilige Land 1254 verlassen hatte, schickte er regelmäßig Geld und Waffen nach Akkon zum Unterhalt eines ständigen Regiments, welches die Basis eines neuen Unternehmens bilden sollte. Die ohnehin schwankende Existenz der restlichen Herrschaften der Christen im heiligen Land sah sich in den sechziger Jahren des 13. Jahrhunderts einer ernsthaften Bedrohung ausgesetzt, nachdem der Mamelukensultan Baibars I. die Mongolen 1260 bei Ain Djalud geschlagen und Syrien seiner Herrschaft unterworfen hatte. Nacheinander eroberte er darauf Cäsarea, Arsuf, Safed, Jaffa und vernichtete 1268 Antiochia, nur Akkon konnte sich gerade noch halten.

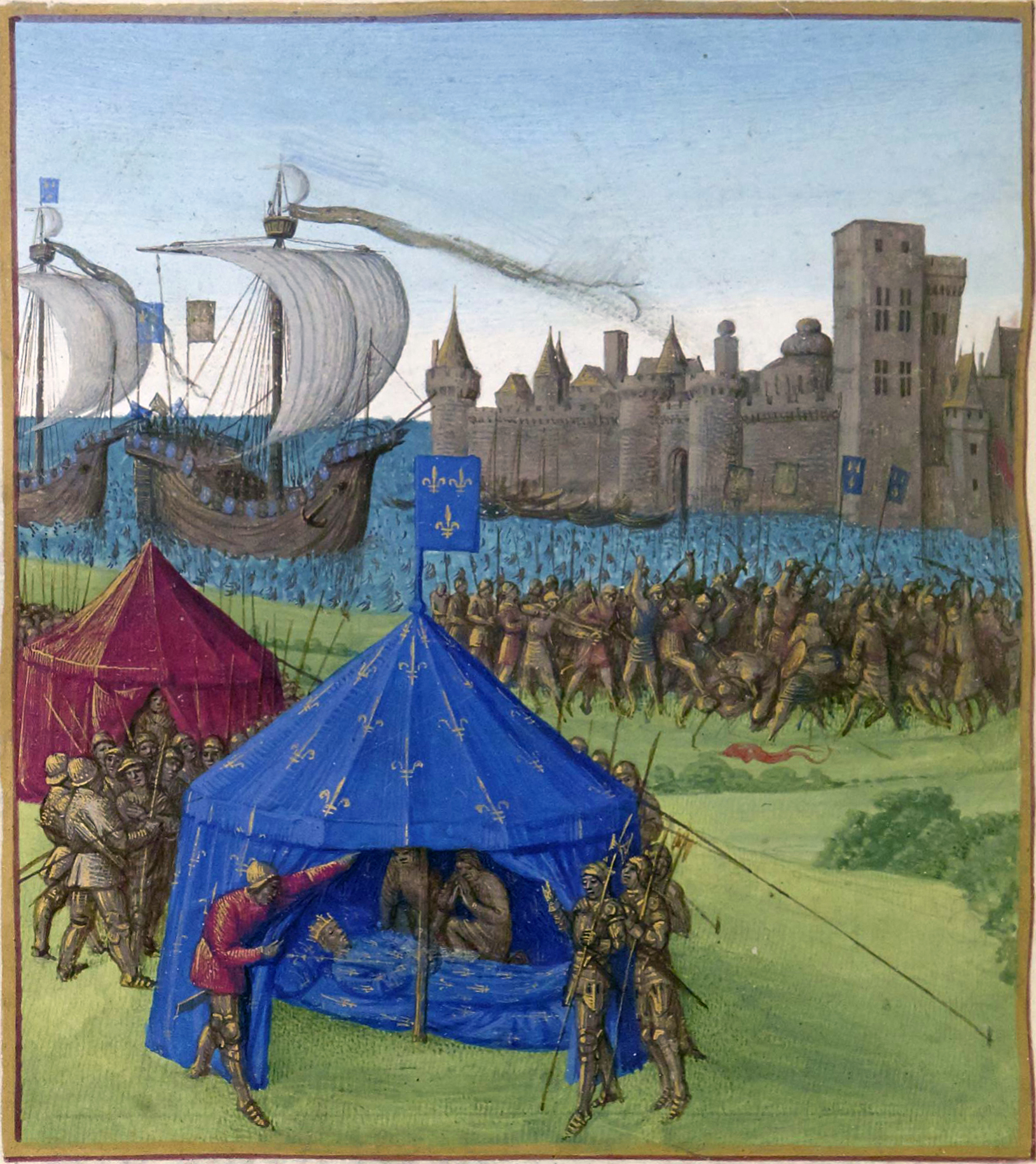
Ludwig der Heilige stirbt auf dem Kreuzzug vor den Mauern von Tunis. Illustration aus den Grandes Chroniques de France von Jean Fouquet, Mitte 15. Jahrhundert. (Paris, Bibliothèque nationale de France)

Ludwig erachtete einen neuen Kreuzzug nun für dringlicher denn je, obwohl seine unmittelbare Umgebung dieses Vorhaben deutlich kritisierte und ablehnte. Ludwig setzte sich darüber hinweg, legte 1267 ein neues Kreuzzugsgelübde ab und ließ es vom Papst bestätigen. Der Transport des Heeres sollte erneut von Aigues-Mortes aus über das Meer verlaufen. Eigens dafür ließ Ludwig erstmals eigene Schiffe bauen, weshalb er als Begründer der französischen Marine angesehen wird. Eine Zusage zur Teilnahme erhielt Ludwig aber von dem englischen Prinzen Eduard Plantagenet und von seinem Bruder Karl von Anjou. Letzterer war mittlerweile König von Sizilien geworden und betrieb im östlichen Mittelmeerraum eine aggressive Expansionspolitik, die gegensätzlicher zu der seines Bruders nicht hätte sein können. Karl schloss unbedenklich Verträge mit den Mameluken, die für Ludwig die zu bekämpfenden Ungläubigen waren, und während Ludwig die Kirchenunion des byzantinischen Kaisers unterstützte, rüstete Karl zu einem Krieg gegen Byzanz. Das Anliegen Ludwigs musste also grundlegende Interessen Karls berühren; ihm wurde nachgesagt, dass er sich an dem Kreuzzug seines Bruders nur beteiligt habe, um auf den Verlauf Einfluss nehmen zu können. Warum sich Ludwig für einen Angriff auf den Sultan von Tunis, al-Mustansir entschied, bleibt bis heute umstritten. Angeblich erhoffte er sich davon, den Übertritt des Sultans zum Christentum beschleunigen zu können, den dieser gegenüber Ludwig und Karl auch diplomatisch verlautbaren ließ. Tatsächlich aber war der Sultan aufgrund seiner Unterstützung ghibellinischer Oppositioneller und seiner Weigerung, beanspruchte Tribute zu zahlen, ein Feind Karls von Anjou. Ausgeschlossen wird heute hingegen die These, wonach Ludwig irrtümlich glaubte, Tunis liege in unmittelbarer Nachbarschaft zu Kairo, was ihm eine bessere Ausgangsbasis zu einem Angriff auf die Mameluken gegeben hätte.
Obwohl bereits von Alter und Krankheit gezeichnet, landete Ludwig mit seinem Heer am 18. Juli 1270 bei Karthago, das er schnell einnahm. Der Sultan weigerte sich, seinen Glauben abzulegen, und verschanzte sich in Tunis. Bevor es aber zu einer größeren Schlacht kam, wurde das Kreuzfahrerheer von der Bakterienruhr befallen. Nachdem er vom Tod seines Sohnes Johann Tristan erfahren hatte, starb der König am 25. August 1270 um drei Uhr nachmittags, zur selben Stunde wie Christus, an der Seuche. Der Legende nach waren seine letzten Worte: „Wir werden einziehen nach Jerusalem.“

## Ludwig der Heilige als Christ

### Persönlichkeit
Ludwig IX. war einem tiefen christlichen Lebensstil verpflichtet, in dem ihm unter seinen Vorgängern nur König Robert II. der Fromme gleichgekommen sein soll. Geprägt von Frömmigkeit und Barmherzigkeit führte er, soweit es einem weltlichen Herrscher gestattet war, ein Leben in strengster Askese. Sein Alltag war von Bescheidenheit, Kargheit, schlichter Kleidung und größtmöglicher Keuschheit bestimmt. Laut Nangis gestatteten sich Ludwig und seine Frau den Beischlaf nur in den von der Kirche vorgeschriebenen „Zeiten der Umarmung“. Große Abscheu empfand er gegenüber Todsünden. Nach einer unbedachten Äußerung Joinvilles, lieber 30 Todsünden zu begehen, als einen Aussätzigen zu küssen, tadelte er diesen: „Wisst Ihr denn nicht, dass es keinen so schlimmen Aussatz gibt, wie in Todsünde zu sein? Denn eine Seele in Todsünde gleicht dem Teufel.“ Den Krieg betrachtete Ludwig nur dann als Mittel zur Konfliktlösung, wenn er den zwei Grundregeln des christlichen, des „gerechten Krieges“ entsprach: gegenüber Ungläubigen zu deren Bekämpfung und gegenüber Glaubensbrüdern als Mittel der Verteidigung. Ludwig hatte um 1230 die erste Übersetzung der Bibel ins Französische in Auftrag gegeben, er selbst galt als begeisterter Leser von Heiligenviten, die er auch persönlich für sein lateinunkundiges Umfeld übersetzte und vorlas. Ludwig stand zudem der in seiner Zeit aufgekommenen Bewegung der Bettelorden nahe und beschenkte sie reich. Sein angeblich geäußerter Wunsch, selbst eines Tages dem dritten Orden der Franziskaner beizutreten, gilt heute hingegen als bloßes Gerücht. Für den Orden der Zisterzienser gründete er die Abtei von Royaumont und besuchte sie oft, um den Lesungen des Vinzenz von Beauvais beizuwohnen. Weiterhin förderte Ludwig auch die geistlichen Wissenschaften, indem er die Gründung eines theologischen Kollegs an der Pariser Universität durch seinen Kaplan Robert von Sorbon unterstützte. Die so entstandene Sorbonne-Universität zog bald die gelehrten Autoritäten seiner Zeit an (u. a. Bonaventura, Albertus Magnus, Roger Bacon, Thomas von Aquin).

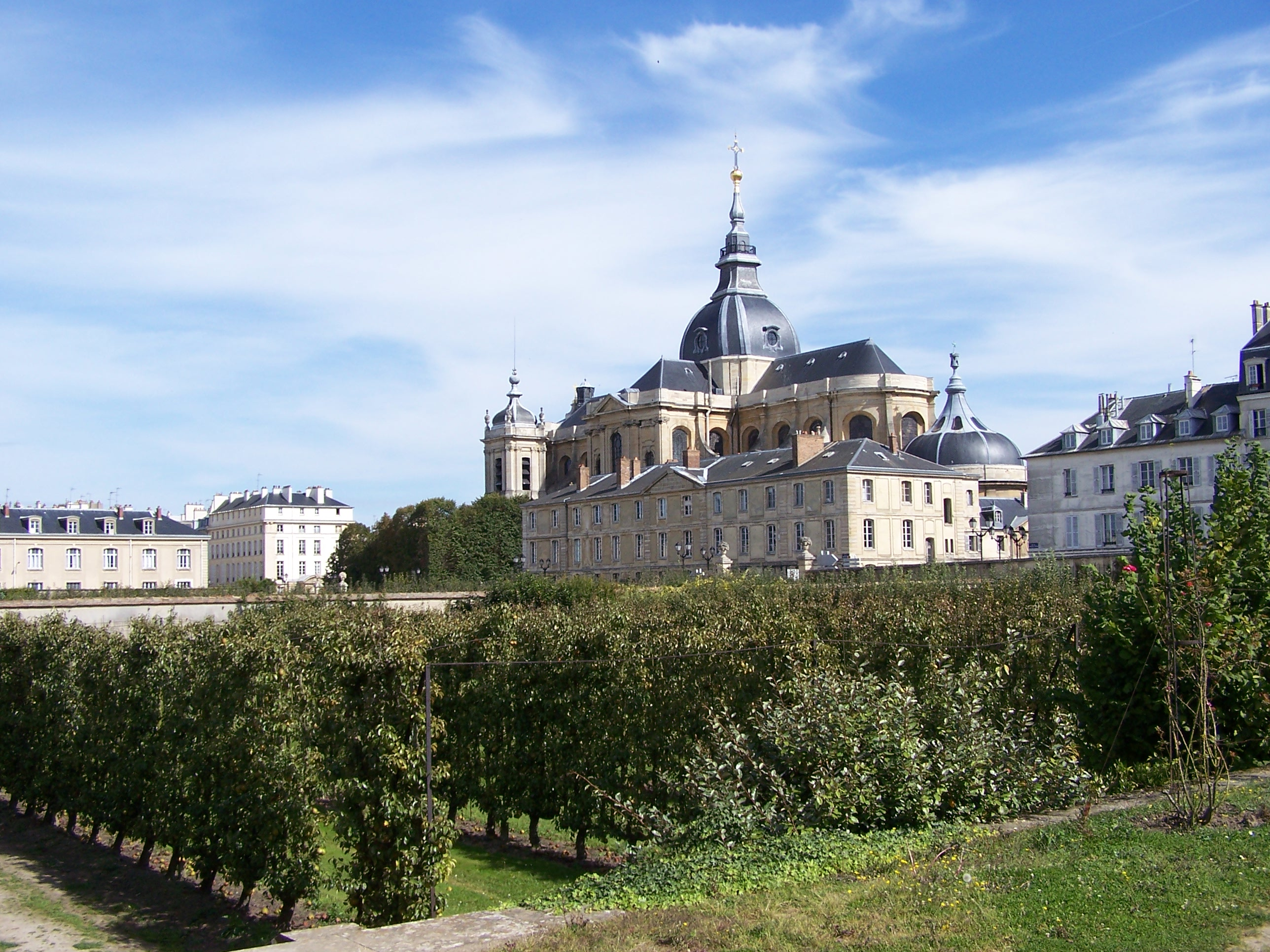
Die Kathedrale Saint Louis in Versailles

Bei aller ihm entgegengebrachter Bewunderung unter seinen Zeitgenossen für sein frommes, gottgerechtes Leben bot gerade diese Lebensführung auch Anlass zur Kritik, die auch aus Ludwigs engster Umgebung geäußert wurde. Für viele erschien Ludwigs Demut nicht selten als zu übertrieben. Sie lenke ihn ab von seinen Pflichten als weltlicher Herrscher. Widerstand kam Ludwig entgegen, sobald er versuchte, seine religiösen Wertvorstellungen anderen Personen oder dem ganzen Königreich aufzuzwingen. So war es vor allem der Klerus, der ein härteres Vorgehen Ludwigs gegen die Prostitution verhinderte, im Wissen, dass ein Verbot der käuflichen Liebe gesellschaftlich nicht durchsetzbar war. 1270 erließ Ludwig erstmals auch Gesetze, welche die Sodomie zu einem Verbrechen erklärten. Gegen seinen Willen wandten sich auch Ludwigs eigene Kinder Johann Tristan, Peter und Blanche, von denen nach seinen Vorstellungen je eines den Dominikanern, den Franziskanern und den Zisterziensern gegeben werden sollte. Doch die Kinder teilten nicht den frommen Lebenswandel ihres Vaters und konnten erst nach heftigem Widerstand und auch mit Einspruch des Papstes einem Ordensleben entgehen. Von Seiten des Klerus, besonders der Mönche, wurde Ludwig für seine Finanzpolitik kritisiert, da er die Kosten seiner Kreuzzüge vor allem der Kirche aufbürdete. Überhaupt waren auch die Kreuzzüge sehr umstritten und verloren unter der französischen Ritterschaft des 13. Jahrhunderts an ideellem Ansehen. Weiterhin war man der Auffassung, der König vernachlässige für sie die Belange seines Königreichs. Diese Auffassung war auch unter dem einfachen Volk vertreten. Eine Frau namens Sarrete warf dem König, der zu Gericht am Fuß der Treppe des Palais de la Cité saß, vor, nur ein „König der Minder- und Predigerbrüder, der Priester und der Kleriker“ zu sein.
Zeit seines Lebens war Ludwig ein großer Verehrer und Sammler von Reliquien. Welche Bedeutung er ihnen zumaß, bezeugt eine Episode aus dem Jahr 1232, als in der Abtei von Saint-Denis die hochgeschätzte Reliquie eines heiligen Nagels verloren ging. Ludwig verfiel darüber in eine tiefe Trauer und ordnete eine landesweite Suche an, die allerdings erfolglos verlief. Bereits als Kind bekam er von den Franziskanern das Kopfkissen des heiligen Franz von Assisi (1228 heiliggesprochen) geschenkt. Die bedeutendste Erwerbung Ludwigs war aber die Dornenkrone, die Christus am Tag seiner Kreuzigung getragen haben soll. Ihm kamen dabei die finanziellen Nöte des lateinischen Kaisers von Konstantinopel, Balduin II. von Courtenay, zugute, der 1239 in Frankreich war. Ludwig kaufte ihm die Dornenkrone ab, die einst durch die heilige Helena nach Konstantinopel gelangt war, und nahm sie wenig später in Villeneuve-l’Archevêque in Empfang, von wo aus er und sein Bruder Robert sie barfuß und im Büßergewand nach Paris trugen. Als Aufbewahrungsort für die Leidenswerkzeuge Christi ließ Ludwig die Sainte-Chapelle bauen, die 1248 eingeweiht wurde. Der Abt von Vaux-de-Cernay verfasste eigens für die Krone ein Officium. Mit dem Besitz der Dornenkrone erlebte die Person Ludwigs wie auch das französische Königtum im Allgemeinen eine Erhöhung seines Prestiges. Erzbischof Gautier von Sens glaubte, dass Frankreich von Christus als Nachfolger Griechenlands (Byzanz) zum Ort der Verehrung seiner siegreichen Passion auserkoren war. Papst Innozenz IV. bescheinigte später, dass Ludwig von Christus mit dessen Krone gekrönt worden sei, und beschrieb ihn als „allerchristlichen König“ („rex christianissimus“), „Abbild Gottes“ („imago Dei“) und „Beschützer der Kirche“ („patronus ecclesiae“). Im Jahre 1241 kaufte Ludwig dem lateinischen Kaiser zusätzlich den Heiligen Schwamm (den die römischen Soldaten in Essig getränkt und anschließend an den Mund Christi gehalten hatten) und die Heilige Lanze des Longinus ab. Weiterhin erwarb er von der Abtei Saint-Maurice d’Agaune mehrere Reliquien von 24 Märtyrern der Legion des Heiligen Mauritius und ließ für sie in Senlis eine neue Kirche bauen.

### Häretiker, Ungläubige und Juden
In seinem religiösen Eifer betrachtete sich Ludwig in seiner Eigenschaft als König auch als Bekämpfer der Feinde des Glaubens, womit Häretiker, Ungläubige und Juden zu verstehen waren. Als größte Bedrohung sah er die Katharer an, für deren Bekämpfung er den Aufbau der Inquisition vorantrieb. Gegenüber Ungläubigen (Muslimen, Mongolen) betrachtete Ludwig, neben dem Kreuzzug, die Bekehrung als das geeignete Mittel. Während seines Kreuzzuges in Ägypten ordnete er beispielsweise in Damiette an, die Zivilbevölkerung mit Zwangstaufen für den christlichen Glauben zu gewinnen, statt zu töten. Diese Maßnahmen hatten allerdings ebenso wenig Erfolg wie die Versuche, die Mongolen auf diplomatischem Weg zu bekehren.

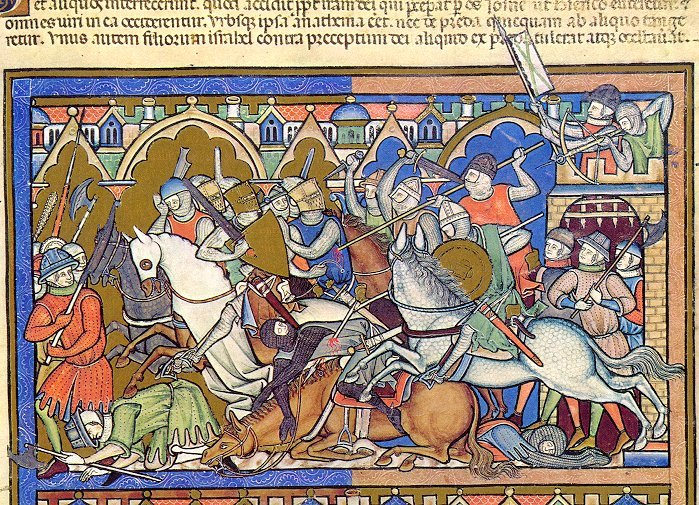
Die Israeliten werden aus Hai vertrieben. Abbildung aus der Kreuzfahrerbibel, deren Auftraggeber vermutlich der heilige Ludwig war. (New York, Pierpont Morgan Library)

Nahezu obsessiv war Ludwigs Haltung zu den Juden in seinem Königreich. Um sie von ihrem vermeintlichen Irrglauben zu reinigen, führte er erstmals in der Geschichte Frankreichs staatlich organisierte Maßnahmen durch. Während seiner gesamten Regierungszeit erließ er mehrere Ordonnanzen, die gezielt gegen die Geldwechselwirtschaft gerichtet waren und damit besonders die wirtschaftlichen Lebensgrundlagen der Juden angriffen. Die Geldwirtschaft der Juden betrachtete Ludwig als Gift eines Skorpions, der sein Königreich lähme. Ideologisch begann Ludwig die Bekämpfung des Judentums am 3. März 1240 mit der landesweit durchgeführten Beschlagnahmung des Buchs Talmud als einer angeblich gotteslästerlichen Schrift, die gegenüber Jesus und der Jungfrau Maria blasphemisch sei. Trotz eines rhetorischen Sieges jüdischer Gelehrter bei einem am 12. März 1240 einberufenen Streitgespräch ordnete Ludwig die weitere Verbrennung des Talmuds an. Mehrere Tausend Exemplare wurden 1242 in Paris bei einem Autodafé vernichtet. Trotz einer 1247 ergangenen Aufforderung des Papstes, die Verbrennungen einzustellen, wurden der Talmud und sein Besitz in den nächsten Jahren weiter verfolgt. 1252 erfolgte schließlich eine Anordnung zur Verbannung aller Juden aus Frankreich. Der Übertritt (Konversion) zum Christentum sollte ihnen dabei als einzige Möglichkeit gelassen werden, der Ausweisung zu entgehen. Dieses Dekret wurde wenige Jahre später um die Möglichkeit ergänzt, sich durch eine Zuwendung an den königlichen Schatz von dieser Verbannung freizukaufen. So eine Maßnahme wurde allerdings erst unter Ludwigs Enkel, Philipp dem Schönen, erstmals erfolgreich durchgeführt. Deshalb wurden die Juden 1269 dazu verpflichtet, sich durch ihre Kleidung kenntlich zu machen – in Anwendung einer Empfehlung des Vierten Laterankonzils von 1215. Für die Männer war dies eine kreisförmige Scheibe, die Rouelle, die auf der Brust befestigt werden musste, für die Frauen eine besondere Haube. Dazu ist allerdings anzumerken, dass Ludwig die Anwendung von Gewalt zur Durchsetzung seiner Maßnahmen ablehnte. Als es zum Beispiel im Anjou zu Pogromen gegen die Juden durch die lokale Bevölkerung kam, ließ Ludwig die Verantwortlichen verurteilen und hinrichten. Dennoch bleibt festzuhalten, dass Ludwigs Vorgehen den Anfang einer öffentlichen Denunziation der Juden und eines staatlich geförderten Antijudaismus in Europa markiert.

## Der Heilige

### Heiligsprechung
Bereits nach Ludwigs Tod beauftragte Papst Gregor X. den königlichen Beichtvater Geoffroy de Beaulieu mit dem Sammeln von Zeugnissen, die als Grundlage für ein Kanonisierungsverfahren dienen sollten. In der zusammengestellten Vita gelangte Beaulieu zu der Auffassung, dass Ludwig als Heiliger anerkannt werden sollte. Er erkannte in dem König einen neuen Josia, der den Tempel habe instand setzen lassen, die Dirnen verbannt, das Gesetzbuch Mose (Deuteronomium) wiederentdeckt und damit den Bund mit Gott erneuert habe. Weiterhin wies er darauf hin, dass Ludwig, wie einst Josia gegen den Pharao bei Megiddo, im Kampf gegen die Feinde des Glaubens das Martyrium erreicht habe. Unabhängig davon beauftragte der Papst den Kardinal Simon de Brie, der ein Kanzler Ludwigs gewesen war, mit weiteren Ermittlungen in Frankreich.
Nach dem Tode Gregor X. wurde der Prozess, bedingt durch die Kürze der darauffolgenden Pontifikate, unterbrochen. Erst nachdem Simon de Brie 1281 als Martin IV. selber zum Papst gewählt wurde, kam es zum entscheidenden Durchbruch. Er ließ von 1282 bis 1283 mehr als dreihundert Zeugen, darunter Philipp III., Karl von Anjou und Joinville, befragen und ließ mehrere durch den König bewirkte Wunder recherchieren, von denen sechzig aktenkundig gemacht wurden. Der Tod Martins IV. brachte das Verfahren jedoch erneut ins Stocken, doch erreichte Philipp der Schöne bei Papst Bonifatius VIII. die Wiederaufnahme. Mit der Veröffentlichung der Bulle „Gloria Laus“ am 11. August 1297 in Orvieto wurde Ludwig heiliggesprochen. Dieser Akt stellte ein diplomatisches Entgegenkommen des Papstes an Philipp den Schönen dar, nachdem sich beide im Jahr zuvor zerstritten hatten.

### Verehrung

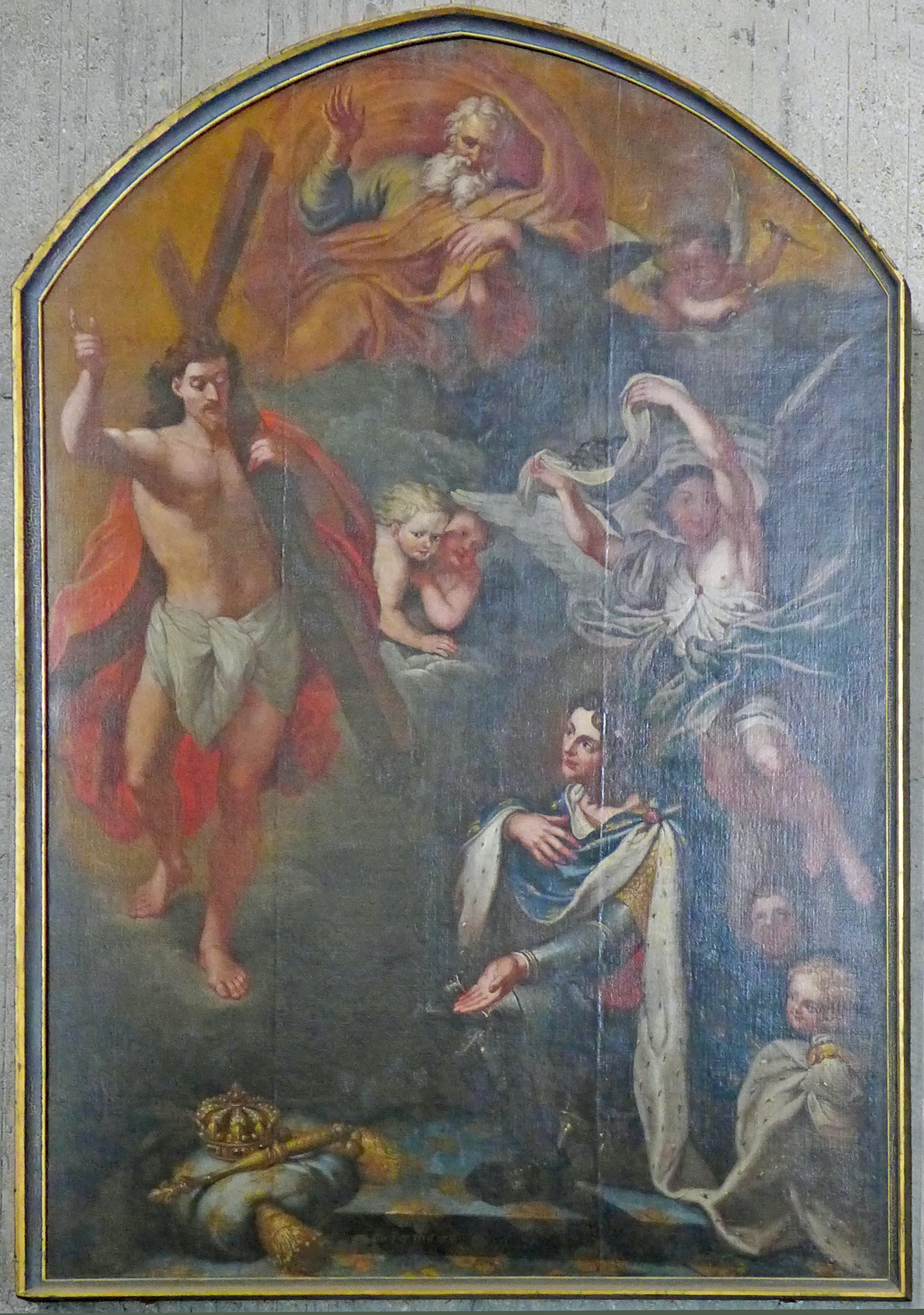
Nicolas Dupuy: Die Apotheose des heiligen Ludwig, Ludwig bietet Christus im Gegenzug für den Erhalt der Dornenkrone die Kroninsignien Frankreichs an, 1694, Öl auf Leinwand, 220 × 350 cm, Geschenk König Ludwigs XIV. an die Pfarrei St. Ludwig in Saarlouis

Ludwig wurde schon zu Lebzeiten von seinen Zeitgenossen als Heiliger verehrt, was sich nach seiner offiziellen Kanonisation noch verstärkte. Dem Prestige der kapetinischen Dynastie verhalf er zu zusätzlichem Ansehen und er festigte ihre Legitimation als Nachfolger der Karolinger. Insgesamt avancierte Ludwig zu einem französischen Nationalheiligen, dem nach ihm nur noch Jeanne d’Arc an Bedeutung gleichkam. Besonders stark war die Verehrung des heiligen Ludwig unter der Herrschaft der Bourbonen, die sich direkt auf ihn beriefen. Zum sichtbaren Ausdruck gebracht wurde diese Verehrung unter anderem in der Namensgebung der französischen Herrscher, dem Bau der Kathedrale Saint-Louis in Versailles, dem Bau der St. Ludwigskirche in der neugegründeten Festungsstadt Sarre-Louis, der Rekatholisierung der Saarbrücker Johanneskirche unter dem Zweitpatrozinium des heiligen Ludwig oder in den Stiftungen des Ordre royal et militaire de Saint-Louis und des Verdienstordens des Heiligen Ludwig. Unter der Regierung der Bourbonen wurden in Frankreich und seinen Kolonien mehrere Ortschaften nach Ludwig benannt, die bekannteste ist dabei St. Louis im US-Bundesstaat Missouri. Während der Restauration wurde die Guillotinierung Ludwig XVI. 1793 als Reinkarnation des Martyriums Ludwig IX. betrachtet.
Heute gilt der heilige Ludwig neben dem heiligen Franz von Assisi und der heiligen Elisabeth von Thüringen als Patron der Franziskaner. Ebenso gilt er als Patron mehrerer Städte wie Paris, Poissy, Berlin, München oder Saarlouis. Zusammen mit seinem Cousin, König Ferdinand III. von Kastilien († 1252, hl. 1671), ist Ludwig der letzte heiliggesprochene König.

### Reliquien
Bereits unmittelbar nach Ludwigs Tod bei Tunis geriet dessen Bruder Karl von Anjou mit Philipp III. in einen Streit um den Ort der Beisetzung des königlichen Leichnams. Man erzielte schließlich den Kompromiss, dass das Fleisch durch ein Bad in einer Wein-Essig-Lösung von den Knochen gelöst werden und Karl die Organe seines Bruders erhalten, während Philipp III. die Gebeine mit nach Frankreich nehmen sollte. Während des Trauerzugs durch Italien über den Mont Cenis bis nach Paris wurden die ersten drei Wunder festgehalten – allerdings starben auf dieser Reise auch Ludwigs Bruder Alfons und dessen Frau sowie die Tochter Isabella und deren Ehemann Theobald II. von Navarra.
Nach der Ankunft in Paris wurden die Gebeine am 22. Mai 1271 in der Abtei von Saint-Denis bestattet. Anlässlich der Erhebung Ludwigs zum Heiligen wurden sie am 25. August 1298 feierlich aus dem Grab gehoben und fortan in einen Schrein hinter dem Hochaltar der Abtei gelegt. 1306 wurde mit der Erlaubnis Papst Clemens V. und unter Protest der Mönche von Saint-Denis der Schädel in die Sainte-Chapelle überführt und in einem eigenen Schrein neben der Dornenkrone aufbewahrt. Eine Rippe wurde der Kathedrale von Notre Dame gegeben. König Philipp der Schöne schenkte der Basilika San Domenico in Bologna ein Reliquiar seines Großvaters. König Haakon V. von Norwegen erwarb mehrere Finger für eine neue Kirche in Tysnes. Königin Blanche von Schweden erhielt Reliquien für eine der heiligen Birgitta geweihten Kirche in Vadstena ebenso wie 1378 Kaiser Karl IV. für den Veitsdom in Prag. 1430 bekam der bayerische Herzog Ludwig VII. der Bärtige einige Reliquien für seine Residenz Ingolstadt geschenkt. Während der französischen Revolution wurden die Ludwigsschreine in Saint-Denis und Sainte-Chapelle zerstört und ihr Inhalt ging verloren. Somit ist Notre-Dame die einzige Kirche, die noch über eine Reliquienquelle verfügt. 1926 wurde ein Stück an Montreal vergeben und nach dem Zweiten Weltkrieg schenkte der Erzbischof von Paris, Maurice Feltin, der Sankt-Ludwigs-Kirche in Berlin-Wilmersdorf (geweiht 1897) eine Reliquie.
Die Organe Ludwigs wurden von Karl von Anjou auf Sizilien in der Kathedrale von Monreale bestattet, der für den Ort zwei Wunder beanspruchte, die aber nicht anerkannt wurden. Unklar ist, wo das Herz Ludwigs verblieb, da keine Aufzeichnungen darüber erhalten sind. Die Organe blieben mehrere Jahrhunderte in Monreale, bevor sie der letzte Bourbonenkönig von Sizilien, Franz II., auf der Flucht vor den Truppen Garibaldis 1860 zuerst mit nach Gaeta und Rom und anschließend mit in sein Exil nach Garatshausen nahm. Dort stiftete Kaiser Franz Joseph den Reliquien einen Schrein, doch König Franz vermachte sie testamentarisch dem Kardinal Lavigerie. Der brachte sie nach Karthago, dem Sterbeort Ludwigs, wo sie in der 1890 geweihten Kathedrale St. Louis einen neuen Aufbewahrungsort bekamen. Nach der Unabhängigkeit Tunesiens 1956 wurden sie in die Sainte-Chapelle übergeführt.

## Familiäres

### Vorfahren
| Ludwig VII. der Jüngere (1120–1180) | Ludwig VII. der Jüngere (1120–1180) | Ludwig VII. der Jüngere (1120–1180) | Ludwig VII. der Jüngere (1120–1180) | Ludwig VII. der Jüngere (1120–1180) | Ludwig VII. der Jüngere (1120–1180) |                                |                                | Adele von Champagne (1140–1206) | Adele von Champagne (1140–1206) | Adele von Champagne (1140–1206) | Adele von Champagne (1140–1206) | Adele von Champagne (1140–1206)   | Adele von Champagne (1140–1206)   |                                   |                                   | Balduin V. von Hennegau (1150–1195) | Balduin V. von Hennegau (1150–1195) | Balduin V. von Hennegau (1150–1195) | Balduin V. von Hennegau (1150–1195) | Balduin V. von Hennegau (1150–1195) | Balduin V. von Hennegau (1150–1195) |                                   |                                   | Margarete I. von Flandern (1145–1194) | Margarete I. von Flandern (1145–1194) | Margarete I. von Flandern (1145–1194) | Margarete I. von Flandern (1145–1194) | Margarete I. von Flandern (1145–1194) | Margarete I. von Flandern (1145–1194) |  |  | Sancho III. von Kastilien (1133–1158) | Sancho III. von Kastilien (1133–1158) | Sancho III. von Kastilien (1133–1158) | Sancho III. von Kastilien (1133–1158) | Sancho III. von Kastilien (1133–1158)  | Sancho III. von Kastilien (1133–1158)  |                                        |                                        | Blanka von Navarra (?–1157)            | Blanka von Navarra (?–1157)            | Blanka von Navarra (?–1157) | Blanka von Navarra (?–1157) | Blanka von Navarra (?–1157)      | Blanka von Navarra (?–1157)      |                                  |                                  | Heinrich II. Plantagenet (1133–1189) | Heinrich II. Plantagenet (1133–1189) | Heinrich II. Plantagenet (1133–1189) | Heinrich II. Plantagenet (1133–1189) | Heinrich II. Plantagenet (1133–1189) | Heinrich II. Plantagenet (1133–1189) |                                  |                                  | Eleonore von Aquitanien (1122–1204) | Eleonore von Aquitanien (1122–1204) | Eleonore von Aquitanien (1122–1204) | Eleonore von Aquitanien (1122–1204) | Eleonore von Aquitanien (1122–1204) | Eleonore von Aquitanien (1122–1204) |
| Ludwig VII. der Jüngere (1120–1180) | Ludwig VII. der Jüngere (1120–1180) | Ludwig VII. der Jüngere (1120–1180) | Ludwig VII. der Jüngere (1120–1180) | Ludwig VII. der Jüngere (1120–1180) | Ludwig VII. der Jüngere (1120–1180) |                                |                                | Adele von Champagne (1140–1206) | Adele von Champagne (1140–1206) | Adele von Champagne (1140–1206) | Adele von Champagne (1140–1206) | Adele von Champagne (1140–1206)   | Adele von Champagne (1140–1206)   |                                   |                                   | Balduin V. von Hennegau (1150–1195) | Balduin V. von Hennegau (1150–1195) | Balduin V. von Hennegau (1150–1195) | Balduin V. von Hennegau (1150–1195) | Balduin V. von Hennegau (1150–1195) | Balduin V. von Hennegau (1150–1195) |                                   |                                   | Margarete I. von Flandern (1145–1194) | Margarete I. von Flandern (1145–1194) | Margarete I. von Flandern (1145–1194) | Margarete I. von Flandern (1145–1194) | Margarete I. von Flandern (1145–1194) | Margarete I. von Flandern (1145–1194) |  |  | Sancho III. von Kastilien (1133–1158) | Sancho III. von Kastilien (1133–1158) | Sancho III. von Kastilien (1133–1158) | Sancho III. von Kastilien (1133–1158) | Sancho III. von Kastilien (1133–1158)  | Sancho III. von Kastilien (1133–1158)  |                                        |                                        | Blanka von Navarra (?–1157)            | Blanka von Navarra (?–1157)            | Blanka von Navarra (?–1157) | Blanka von Navarra (?–1157) | Blanka von Navarra (?–1157)      | Blanka von Navarra (?–1157)      |                                  |                                  | Heinrich II. Plantagenet (1133–1189) | Heinrich II. Plantagenet (1133–1189) | Heinrich II. Plantagenet (1133–1189) | Heinrich II. Plantagenet (1133–1189) | Heinrich II. Plantagenet (1133–1189) | Heinrich II. Plantagenet (1133–1189) |                                  |                                  | Eleonore von Aquitanien (1122–1204) | Eleonore von Aquitanien (1122–1204) | Eleonore von Aquitanien (1122–1204) | Eleonore von Aquitanien (1122–1204) | Eleonore von Aquitanien (1122–1204) | Eleonore von Aquitanien (1122–1204) |
|                                     |                                     |                                     |                                     |                                     |                                     |                                |                                |                                 |                                 |                                 |                                 |                                   |                                   |                                   |                                   |                                     |                                     |                                     |                                     |                                     |                                     |                                   |                                   |                                       |                                       |                                       |                                       |                                       |                                       |  |  |                                       |                                       |                                       |                                       |                                        |                                        |                                        |                                        |                                        |                                        |                             |                             |                                  |                                  |                                  |                                  |                                      |                                      |                                      |                                      |                                      |                                      |                                  |                                  |                                     |                                     |                                     |                                     |                                     |                                     |
|                                     |                                     |                                     |                                     | Philipp II. August (1165–1223)      | Philipp II. August (1165–1223)      | Philipp II. August (1165–1223) | Philipp II. August (1165–1223) | Philipp II. August (1165–1223)  | Philipp II. August (1165–1223)  |                                 |                                 |                                   |                                   |                                   |                                   |                                     |                                     |                                     |                                     | Isabelle von Hennegau (1170–1190)   | Isabelle von Hennegau (1170–1190)   | Isabelle von Hennegau (1170–1190) | Isabelle von Hennegau (1170–1190) | Isabelle von Hennegau (1170–1190)     | Isabelle von Hennegau (1170–1190)     |                                       |                                       |                                       |                                       |  |  |                                       |                                       |                                       |                                       | Alfons VIII. von Kastilien (1155–1214) | Alfons VIII. von Kastilien (1155–1214) | Alfons VIII. von Kastilien (1155–1214) | Alfons VIII. von Kastilien (1155–1214) | Alfons VIII. von Kastilien (1155–1214) | Alfons VIII. von Kastilien (1155–1214) |                             |                             |                                  |                                  |                                  |                                  |                                      |                                      |                                      |                                      | Eleonore Plantagenet (1161–1214)     | Eleonore Plantagenet (1161–1214)     | Eleonore Plantagenet (1161–1214) | Eleonore Plantagenet (1161–1214) | Eleonore Plantagenet (1161–1214)    | Eleonore Plantagenet (1161–1214)    |                                     |                                     |                                     |                                     |
|                                     |                                     |                                     |                                     | Philipp II. August (1165–1223)      | Philipp II. August (1165–1223)      | Philipp II. August (1165–1223) | Philipp II. August (1165–1223) | Philipp II. August (1165–1223)  | Philipp II. August (1165–1223)  |                                 |                                 |                                   |                                   |                                   |                                   |                                     |                                     |                                     |                                     | Isabelle von Hennegau (1170–1190)   | Isabelle von Hennegau (1170–1190)   | Isabelle von Hennegau (1170–1190) | Isabelle von Hennegau (1170–1190) | Isabelle von Hennegau (1170–1190)     | Isabelle von Hennegau (1170–1190)     |                                       |                                       |                                       |                                       |  |  |                                       |                                       |                                       |                                       | Alfons VIII. von Kastilien (1155–1214) | Alfons VIII. von Kastilien (1155–1214) | Alfons VIII. von Kastilien (1155–1214) | Alfons VIII. von Kastilien (1155–1214) | Alfons VIII. von Kastilien (1155–1214) | Alfons VIII. von Kastilien (1155–1214) |                             |                             |                                  |                                  |                                  |                                  |                                      |                                      |                                      |                                      | Eleonore Plantagenet (1161–1214)     | Eleonore Plantagenet (1161–1214)     | Eleonore Plantagenet (1161–1214) | Eleonore Plantagenet (1161–1214) | Eleonore Plantagenet (1161–1214)    | Eleonore Plantagenet (1161–1214)    |                                     |                                     |                                     |                                     |
|                                     |                                     |                                     |                                     |                                     |                                     |                                |                                |                                 |                                 |                                 |                                 |                                   |                                   |                                   |                                   |                                     |                                     |                                     |                                     |                                     |                                     |                                   |                                   |                                       |                                       |                                       |                                       |                                       |                                       |  |  |                                       |                                       |                                       |                                       |                                        |                                        |                                        |                                        |                                        |                                        |                             |                             |                                  |                                  |                                  |                                  |                                      |                                      |                                      |                                      |                                      |                                      |                                  |                                  |                                     |                                     |                                     |                                     |                                     |                                     |
|                                     |                                     |                                     |                                     |                                     |                                     |                                |                                |                                 |                                 |                                 |                                 | Ludwig VIII. der Löwe (1187–1226) | Ludwig VIII. der Löwe (1187–1226) | Ludwig VIII. der Löwe (1187–1226) | Ludwig VIII. der Löwe (1187–1226) | Ludwig VIII. der Löwe (1187–1226)   | Ludwig VIII. der Löwe (1187–1226)   |                                     |                                     |                                     |                                     |                                   |                                   |                                       |                                       |                                       |                                       |                                       |                                       |  |  |                                       |                                       |                                       |                                       |                                        |                                        |                                        |                                        |                                        |                                        |                             |                             | Blanka von Kastilien (1188–1252) | Blanka von Kastilien (1188–1252) | Blanka von Kastilien (1188–1252) | Blanka von Kastilien (1188–1252) | Blanka von Kastilien (1188–1252)     | Blanka von Kastilien (1188–1252)     |                                      |                                      |                                      |                                      |                                  |                                  |                                     |                                     |                                     |                                     |                                     |                                     |
|                                     |                                     |                                     |                                     |                                     |                                     |                                |                                |                                 |                                 |                                 |                                 | Ludwig VIII. der Löwe (1187–1226) | Ludwig VIII. der Löwe (1187–1226) | Ludwig VIII. der Löwe (1187–1226) | Ludwig VIII. der Löwe (1187–1226) | Ludwig VIII. der Löwe (1187–1226)   | Ludwig VIII. der Löwe (1187–1226)   |                                     |                                     |                                     |                                     |                                   |                                   |                                       |                                       |                                       |                                       |                                       |                                       |  |  |                                       |                                       |                                       |                                       |                                        |                                        |                                        |                                        |                                        |                                        |                             |                             | Blanka von Kastilien (1188–1252) | Blanka von Kastilien (1188–1252) | Blanka von Kastilien (1188–1252) | Blanka von Kastilien (1188–1252) | Blanka von Kastilien (1188–1252)     | Blanka von Kastilien (1188–1252)     |                                      |                                      |                                      |                                      |                                  |                                  |                                     |                                     |                                     |                                     |                                     |                                     |
|                                     |                                     |                                     |                                     |                                     |                                     |                                |                                |                                 |                                 |                                 |                                 |                                   |                                   |                                   |                                   |                                     |                                     |                                     |                                     |                                     |                                     |                                   |                                   |                                       |                                       |                                       |                                       |                                       |                                       |  |  |                                       |                                       |                                       |                                       |                                        |                                        |                                        |                                        |                                        |                                        |                             |                             |                                  |                                  |                                  |                                  |                                      |                                      |                                      |                                      |                                      |                                      |                                  |                                  |                                     |                                     |                                     |                                     |                                     |                                     |
|                                     |                                     |                                     |                                     |                                     |                                     |                                |                                |                                 |                                 |                                 |                                 |                                   |                                   |                                   |                                   |                                     |                                     |                                     |                                     |                                     |                                     |                                   |                                   |                                       |                                       |                                       |                                       | Ludwig IX. der Heilige (1214–1270)    |                                       |  |  |                                       |                                       |                                       |                                       |                                        |                                        |                                        |                                        |                                        |                                        |                             |                             |                                  |                                  |                                  |                                  |                                      |                                      |                                      |                                      |                                      |                                      |                                  |                                  |                                     |                                     |                                     |                                     |                                     |                                     |

### Nachfahren

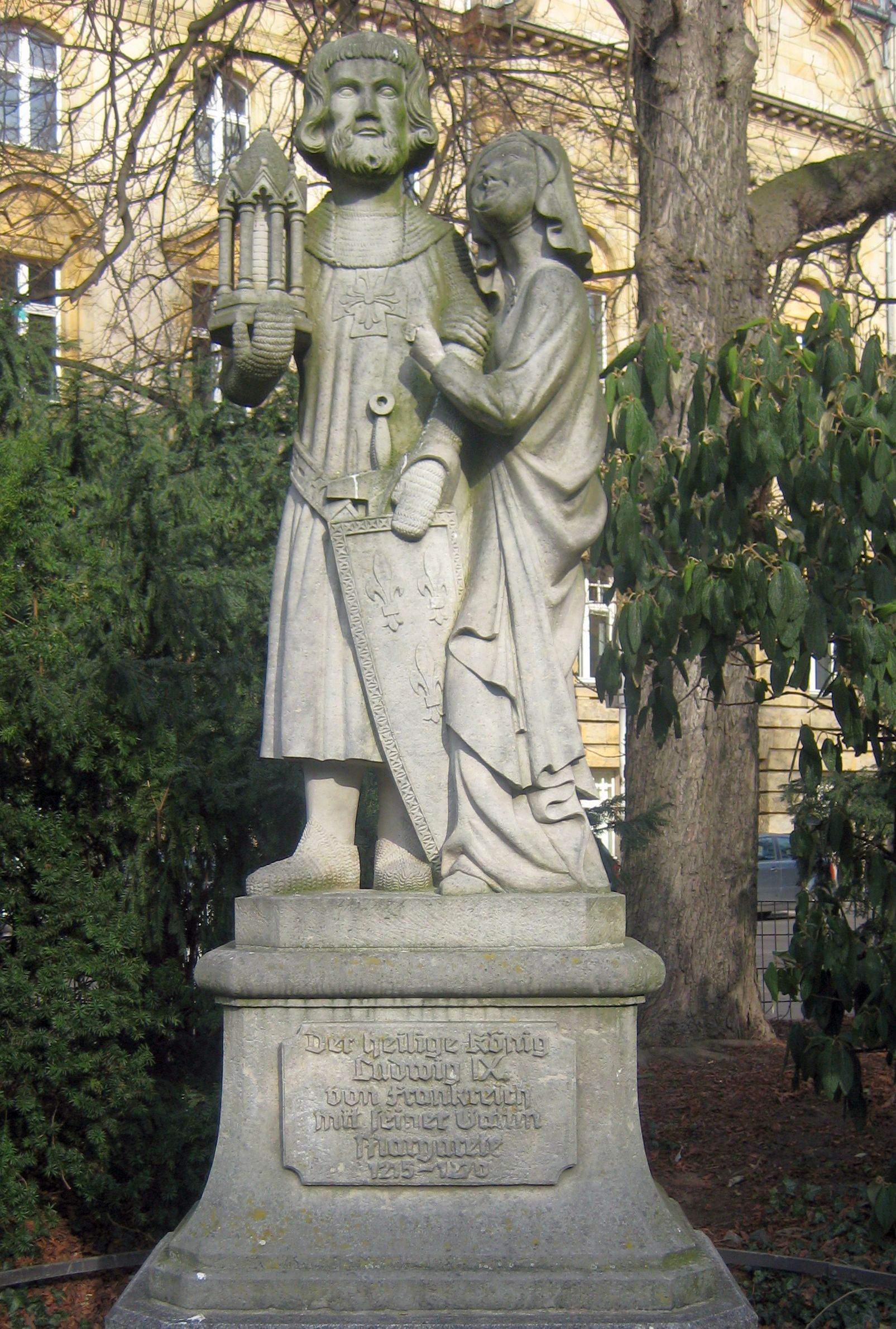
Denkmal für den heiligen Ludwig und seine Frau Margarete am Ludwigkirchplatz in Berlin-Wilmersdorf

Die Kinder von Ludwig IX. und Margarete von der Provence sind:
- Blanche (* 4. Dezember 1240; † 29. April 1243);
- Isabelle (* 2. März 1242; † 27. April 1271), ⚭ 1255 König Theobald II. von Navarra (* 1238; † 4. Dezember 1270, als Theobald V. Graf der Champagne);
- Ludwig (* 21. oder 24. Februar 1244; † 11. Januar 1260);
- Philipp III. der Kühne (* 3. April 1245 in Poissy; † 5. Oktober 1285), späterer König von Frankreich;
- Johann (* 1246; † 10. März 1247);
- Johann Tristan (* 8. April 1250; † 3. August 1270), Graf von Nevers und Valois;
- Peter (* 1251; † 6. April 1283), Graf von Alençon;
- Blanche (* 1253; † 17. Juni zwischen 1320 und 1323), ⚭ 1268 Infante Ferdinand de la Cerda (1255–1275);
- Margarete (* 1255; † 1271), ⚭ 1270 Herzog Johann I. von Brabant († 1294);
- Robert (* 1256; † 7. Februar 1317), Graf von Clermont-en-Beauvaisis, Stammvater des Hauses Bourbon;
- Agnes (* 1260; † 19. Dezember 1325 oder 1327), ⚭ 1273 Herzog Robert II. von Burgund († 1306).

## Die Chronisten und Enseignements
- Jean de Joinville: Adliger Amtsträger am Hofe Ludwigs des Heiligen. Berichtet ausführlich in Le Livre des saintes paroles et des bons faits de nostre saint roi Louis (heute unter dem Titel Vie de Saint Louis bekannt) über das Leben des Königs. Er war der erste Laie, der eine Biographie über einen Heiligen schrieb.
- Geoffroy de Beaulieu: Dominikaner und Beichtvater des Königs. Seine Vita et sancta conversatio piae memoriae Ludovici quondam regis Francorum gab den Anstoß zur Heiligsprechung Ludwigs.
- Guillaume de Chartres: Dominikaner und Kapelan des Königs während des Kreuzzuges nach Ägypten. Blieb im Umfeld des Hofes und nahm am Kreuzzug gegen Tunis teil. Schrieb ein Libellus über den König und ergänzte das Werk Beaulieus.
- Guillaume de Saint-Pathus: Franziskaner, war Beichtvater der Königin Margarete und nach ihrem Tod der ihrer Tochter Blanche. In sein La Vie et les Miracles de Monseigneur Saint Louis beschreibt er besonders Ludwigs Alltagsleben und dokumentiert einige Wunder.
- Guillaume de Nangis: Archivar in Saint-Denis. Schrieb eine Weltchronik (Chronicon), in der er sich besonders Ludwig dem Heiligen widmete (Vita Sancti Ludovici IX).

Weitere zeitgenössische Chronisten, die über Ludwig berichteten, waren unter anderem Salimbene von Parma, Matthäus Paris, Primat von Saint-Denis und der anonyme Ménestrel von Reims.
Ludwig selbst verfasste zwei Fassungen eines Fürstenspiegels, die Enseignements, welche er seinen Kindern Philipp III. und Isabella hinterließ. Die sehr intim gehaltene Sprache dieser Texte lässt darauf schließen, dass Ludwig sie persönlich niedergeschrieben hatte, vermutlich unmittelbar vor dem Aufbruch zu seinem letzten Kreuzzug. Darin mahnt er seine Kinder zu einem gottgefälligen Lebens- und Herrschaftswandel an. Philipp solle in seinem Handeln als König die Liebe seines Volkes gewinnen, da nur dies einen guten König ausmache. Ludwig wolle lieber den Thron in der Hand eines „Schotten aus Schottland“ wissen, als dass Philipp das Land schlecht regiere. An seinen Sohn gerichtet fügte Ludwig außerdem eine Morallehre des Krieges an, in der er den Krieg grundsätzlich als schlecht erachte, da dessen Opfer vor allem die armen Menschen seien. Ein König solle sich vor der Erklärung eines Krieges stets gut und lange beraten lassen und abwägen, ob überhaupt triftige Kriegsgründe vorliegen. Seiner Tochter empfahl Ludwig Bescheidenheit bei Kleidung und Schmuck und ermahnte sie zum Gehorsam gegenüber ihrem Mann und ihren Eltern. Beiden Kindern aber gab er als höchste Tugend die Liebe und Dankbarkeit zu Gott an, welche sich in einem Leben ohne Sünde äußern und die allem anderen übergeordnet sein sollten. Dabei hob er die Pflichten zur Frömmigkeit und Barmherzigkeit hervor und empfahl eine regelmäßige Beichte, die Teilnahme an der Messe, das Gebet und Freigiebigkeit bei Almosen für die Armen.
Die Enseignements wurden erstmals 1912 herausgegeben von Henri-François Delaborde. Viele der oben genannten Chronisten haben Texte aus den Enseignements in ihren Werken einfließen lassen. Sie wurden aus den mehrheitlich lateinischen Urtexten von David O’Connell rekonstruiert. Die Enseignements Ludwigs des Heiligen bilden den zweiten überhaupt von einem König verfassten Fürstenspiegel nach dem des Königs Stephan I. des Heiligen von Ungarn, mit dem sie oft verglichen werden.